# Amici di Maria De Filippi (undicesima edizione, fase iniziale)
L'undicesima edizione del talent show musicale Amici di Maria De Filippi è andata in onda nella sua fase iniziale dal 1º ottobre 2011 al 24 marzo 2012 su Canale 5 nella fascia pomeridiana dal lunedì al venerdì dalle 16:15 alle 16:50 e il sabato pomeriggio con la puntata speciale in onda dalle 14:15 alle 16:00 con la conduzione di Maria De Filippi. Le prime cinque puntate del sabato e le prime tre del pomeridiano sono casting per la scelta dei nuovi allievi che è avvenuta nella puntata del 5 novembre 2011. Da sabato 31 marzo con la prima puntata in prima serata è iniziata la fase serale di questa edizione.

## Regolamento
Il regolamento della fase iniziale prevede la suddivisione della classe in tre squadre (la Blu, la Gialla e la Verde). Ciascuna squadra è affidata ad una coppia di docenti, uno per la musica e uno per la danza. Ogni squadra è formata da 7 elementi (4 cantanti e 3 ballerini). Sono i docenti di ogni squadra a seguire in maniera esclusiva la loro preparazione artistica e tecnica mettendo a disposizione degli allievi la loro competenza professionale.

## Concorrenti
| Squadra Gialla                                                         | Squadra Gialla                                                         | Squadra Gialla                                                         |                     | Squadra Blu                                       | Squadra Blu                                       | Squadra Blu                                       |                   | Squadra Verde                                    | Squadra Verde                                    | Squadra Verde                                    |
| Professori                                                             | Professori                                                             | Professori                                                             | Professori          | Professori                                        | Professori                                        | Professori                                        | Professori        | Professori                                       | Professori                                       | Professori                                       |
| ---------------------------------------------------------------------- | ---------------------------------------------------------------------- | ---------------------------------------------------------------------- | ------------------- | ------------------------------------------------- | ------------------------------------------------- | ------------------------------------------------- | ----------------- | ------------------------------------------------ | ------------------------------------------------ | ------------------------------------------------ |
| - Grazia Di Michele (canto) Concorrenti - Alessandra Celentano (ballo) | - Grazia Di Michele (canto) Concorrenti - Alessandra Celentano (ballo) | - Grazia Di Michele (canto) Concorrenti - Alessandra Celentano (ballo) |                     | - Mara Maionchi (canto) - Luciano Cannito (ballo) | - Mara Maionchi (canto) - Luciano Cannito (ballo) | - Mara Maionchi (canto) - Luciano Cannito (ballo) |                   | - Rudy Zerbi (canto) - Garrison Rochelle (ballo) | - Rudy Zerbi (canto) - Garrison Rochelle (ballo) | - Rudy Zerbi (canto) - Garrison Rochelle (ballo) |
| Concorrenti                                                            |                                                                        |                                                                        |                     |                                                   |                                                   |                                                   |                   |                                                  |                                                  |                                                  |
| Posizione                                                              | Nome                                                                   | Disciplina                                                             |                     | Posizione                                         | Nome                                              | Disciplina                                        |                   | Posizione                                        | Nome                                             | Disciplina                                       |
| 2                                                                      | Ottavio De Stefano                                                     | canto                                                                  | 1                   | Gerardo Pulli                                     | canto                                             | 4                                                 | Claudia Casciaro  | canto                                            |                                                  |                                                  |
| 2                                                                      | Francesca Dugarte                                                      | ballo                                                                  | 1                   | Giuseppe Giofrè                                   | ballo                                             | 3                                                 | Nunzio Perricone  | ballo                                            |                                                  |                                                  |
| 3                                                                      | Carlo Alberto Di Micco                                                 | canto                                                                  | 4                   | Jonathan Dante Gerlo                              | ballo                                             | 5                                                 | Valeria Romitelli | canto                                            |                                                  |                                                  |
| 6                                                                      | Josè Alberto Becerra Alvarez                                           | ballo                                                                  | 5                   | Valentin Stoica                                   | ballo                                             | 6                                                 | Marco Castelluzzo | canto                                            |                                                  |                                                  |
| Ruben Filipe Mendes Dos Santos Felizardo                               | Ruben Filipe Mendes Dos Santos Felizardo                               | canto                                                                  | 7                   | Stefano Marletta                                  | canto                                             | Ilario Frigione                                   | Ilario Frigione   | ballo                                            |                                                  |                                                  |
| Chiara Giuli                                                           | Chiara Giuli                                                           | ballo                                                                  | 8                   | Francesca Mariani                                 | canto                                             | Lidia Pastorello                                  | Lidia Pastorello  | canto                                            |                                                  |                                                  |
| Pamela Gueli                                                           | Pamela Gueli                                                           | canto                                                                  | Caterina Licini     | Caterina Licini                                   | ballo                                             | Daniele Sibilli                                   | Daniele Sibilli   | ballo                                            |                                                  |                                                  |
| Legra Yunieska Sanchez                                                 | Legra Yunieska Sanchez                                                 | ballo                                                                  | Alessandra Procacci | Alessandra Procacci                               | canto                                             | Veronica Paradiso                                 | Veronica Paradiso | ballo                                            |                                                  |                                                  |
| Lorenzo Tognocchi                                                      | Lorenzo Tognocchi                                                      | canto                                                                  |                     |                                                   |                                                   |                                                   |                   |                                                  |                                                  |                                                  |
| Alessia Di Francesco                                                   | Alessia Di Francesco                                                   | canto                                                                  |                     |                                                   |                                                   |                                                   |                   |                                                  |                                                  |                                                  |
| Nicola Di Trapani                                                      | Nicola Di Trapani                                                      | canto                                                                  |                     |                                                   |                                                   |                                                   |                   |                                                  |                                                  |                                                  |
| Sergio Nigro                                                           | Sergio Nigro                                                           | ballo                                                                  |                     |                                                   |                                                   |                                                   |                   |                                                  |                                                  |                                                  |

## Team dei professori
| Team di Grazia Di Michele                | Team di Grazia Di Michele | Team di Alessandra Celentano | Team di Alessandra Celentano |
| Componenti                               | Componenti                | Componenti                   | Componenti                   |
| Nome                                     | Disciplina                | Nome                         | Disciplina                   |
| ---------------------------------------- | ------------------------- | ---------------------------- | ---------------------------- |
| Ottavio De Stefano                       | canto                     | Francesca Dugarte            | ballo                        |
| Carlo Alberto Di Micco                   | canto                     | Josè Alberto Becerra Alvarez | ballo                        |
| Ruben Filipe Mendes Dos Santos Felizardo | canto                     | Chiara Giuli                 | ballo                        |
| Pamela Gueli                             | canto                     | Legra Yunieska Sanchez       | ballo                        |
| Lorenzo Tognocchi                        | canto                     | Sergio Nigro                 | ballo                        |
| Alessia Di Francesco                     | canto                     |                              |                              |
| Nicola Di Trapani                        | canto                     |                              |                              |
| Team di Mara Maionchi                    | Team di Mara Maionchi     | Team di Luciano Cannito      | Team di Luciano Cannito      |
| Componenti                               |                           |                              |                              |
| Nome                                     | Disciplina                | Nome                         | Disciplina                   |
| Gerardo Pulli                            | canto                     | Giuseppe Giofrè              | ballo                        |
| Stefano Marletta                         | canto                     | Jonathan Dante Gerlo         | ballo                        |
| Francesca Mariani                        | canto                     | Valentin Stoica              | ballo                        |
| Alessandra Procacci                      | canto                     | Caterina Licini              | ballo                        |
| Team di Rudy Zerbi                       | Team di Rudy Zerbi        | Team di Garrison Rochelle    | Team di Garrison Rochelle    |
| Componenti                               |                           |                              |                              |
| Nome                                     | Disciplina                | Nome                         | Disciplina                   |
| Claudia Casciaro                         | canto                     | Nunzio Perricone             | ballo                        |
| Valeria Romitelli                        | canto                     | Ilario Frigione              | ballo                        |
| Marco Castelluzzo                        | canto                     | Daniele Sibilli              | ballo                        |
| Lidia Pastorello                         | canto                     | Veronica Paradiso            | ballo                        |

### Altri insegnanti
- Giuseppe Vessicchio, insegnante di musica e responsabile dell'orchestra nella fase serale
- Antonio Galbiati, insegnante di musica e canto e Vocal Coach squadra Gialla
- Fabrizio Ferraguzzo, insegnante di musica e canto e Vocal Coach squadra Blu
- Pino Perris, insegnante di musica e canto e Vocal Coach squadra Verde

## Tabellone delle verifiche
Legenda:
     Supera l'esame

     Ritirato/Infortunato

     Eliminato
     Accede al serale

 Giudizio espresso da Di Michele

 Giudizio espresso da Zerbi

 Giudizio espresso da Maionchi

 Giudizio espresso da Garrison

 Giudizio espresso da Celentano

 Giudizio espresso da Cannito

 Riceve un NO da tutti i professori

 Giudizio espresso perché peggiore della settimana
 E  Esame di Sbarramento

 S  In Sfida

### Ballo
|  |              | 1           | 2           | 3           | 4           | 5                                            | 6                                            | 7                                            | 8                                            | 9                                            | 10                                           | 11                                           | 12                                           | 13                                           | 14                                           | 15                                           | 16                                           | 17                                           | 18                                           | 18                                           | 18                                           | 19                                           |
|  | ------------ | ----------- | ----------- | ----------- | ----------- | -------------------------------------------- | -------------------------------------------- | -------------------------------------------- | -------------------------------------------- | -------------------------------------------- | -------------------------------------------- | -------------------------------------------- | -------------------------------------------- | -------------------------------------------- | -------------------------------------------- | -------------------------------------------- | -------------------------------------------- | -------------------------------------------- | -------------------------------------------- | -------------------------------------------- | -------------------------------------------- | -------------------------------------------- |
|  | Francesca D. |             | N.D.        | N.D.        | N.D.        | N.D.                                         |                                              | N.D.                                         |                                              | N.D.                                         |                                              |                                              |                                              | N.D.                                         | N.D.                                         | N.D.                                         |                                              |                                              | N.D.                                         |                                              | N.D.                                         |                                              |
|  | Giuseppe     |             | N.D.        | N.D.        | -           | -                                            | -                                            | -                                            | -                                            | -                                            |                                              |                                              | -                                            | -                                            | -                                            | -                                            | -                                            | -                                            | N.D.                                         | E                                            | N.D.                                         |                                              |
|  | Jonathan     | Non in gara | Non in gara | Non in gara | Non in gara | Non in gara                                  | Non in gara                                  | Non in gara                                  | Non in gara                                  | Non in gara                                  | Non in gara                                  | Non in gara                                  | Non in gara                                  |                                              | -                                            | -                                            | -                                            | E                                            | N.D.                                         | E                                            | N.D.                                         |                                              |
|  | Josè         |             | -           |             | -           |                                              | -                                            | -                                            | -                                            |                                              |                                              | -                                            |                                              | -                                            | -                                            | -                                            |                                              | -                                            |                                              |                                              |                                              | N.D.                                         |
|  | Nunzio       |             | -           | -           |             | -                                            |                                              | -                                            | -                                            |                                              | -                                            | -                                            | -                                            | N.D.                                         | -                                            | -                                            | -                                            | -                                            | N.D.                                         | E                                            |                                              | N.D.                                         |
|  | Valentin     | Non in gara | Non in gara | Non in gara | Non in gara | Non in gara                                  | Non in gara                                  | Non in gara                                  | Non in gara                                  | Non in gara                                  | Non in gara                                  | Non in gara                                  | Non in gara                                  | Non in gara                                  | Non in gara                                  |                                              | -                                            | -                                            |                                              |                                              |                                              | N.D.                                         |
|  | Chiara       | Non in gara | Non in gara | Non in gara | Non in gara | Non in gara                                  | Non in gara                                  | Non in gara                                  | Non in gara                                  | Non in gara                                  |                                              | -                                            | -                                            | -                                            | -                                            |                                              | NON SUPERA l'esame                           | NON SUPERA l'esame                           | NON SUPERA l'esame                           | NON SUPERA l'esame                           | NON SUPERA l'esame                           | NON SUPERA l'esame                           |
|  | Ilario       | Non in gara | Non in gara | Non in gara | Non in gara | Non in gara                                  | Non in gara                                  | Non in gara                                  | Non in gara                                  |                                              | -                                            | -                                            | -                                            |                                              | NON SUPERA l'esame                           | NON SUPERA l'esame                           | NON SUPERA l'esame                           | NON SUPERA l'esame                           | NON SUPERA l'esame                           | NON SUPERA l'esame                           | NON SUPERA l'esame                           | NON SUPERA l'esame                           |
|  | Caterina     |             | -           | -           | -           | -                                            | -                                            | -                                            | -                                            | -                                            |                                              |                                              | NON SUPERA l'esame                           | NON SUPERA l'esame                           | NON SUPERA l'esame                           | NON SUPERA l'esame                           | NON SUPERA l'esame                           | NON SUPERA l'esame                           | NON SUPERA l'esame                           | NON SUPERA l'esame                           | NON SUPERA l'esame                           | NON SUPERA l'esame                           |
|  | Yunieska     |             | N.D.        | N.D.        | -           | -                                            | -                                            | -                                            | -                                            | -                                            |                                              | PERDE la sfida contro Chiara                 | PERDE la sfida contro Chiara                 | PERDE la sfida contro Chiara                 | PERDE la sfida contro Chiara                 | PERDE la sfida contro Chiara                 | PERDE la sfida contro Chiara                 | PERDE la sfida contro Chiara                 | PERDE la sfida contro Chiara                 | PERDE la sfida contro Chiara                 | PERDE la sfida contro Chiara                 | PERDE la sfida contro Chiara                 |
|  | Daniele      |             | N.D.        | N.D.        | -           | -                                            | -                                            |                                              | N.D.                                         |                                              | PERDE la sfida contro Ilario                 | PERDE la sfida contro Ilario                 | PERDE la sfida contro Ilario                 | PERDE la sfida contro Ilario                 | PERDE la sfida contro Ilario                 | PERDE la sfida contro Ilario                 | PERDE la sfida contro Ilario                 | PERDE la sfida contro Ilario                 | PERDE la sfida contro Ilario                 | PERDE la sfida contro Ilario                 | PERDE la sfida contro Ilario                 | PERDE la sfida contro Ilario                 |
|  | Veronica     |             | -           | -           | -           |                                              | ELIMINATA col consenso di tutti i professori | ELIMINATA col consenso di tutti i professori | ELIMINATA col consenso di tutti i professori | ELIMINATA col consenso di tutti i professori | ELIMINATA col consenso di tutti i professori | ELIMINATA col consenso di tutti i professori | ELIMINATA col consenso di tutti i professori | ELIMINATA col consenso di tutti i professori | ELIMINATA col consenso di tutti i professori | ELIMINATA col consenso di tutti i professori | ELIMINATA col consenso di tutti i professori | ELIMINATA col consenso di tutti i professori | ELIMINATA col consenso di tutti i professori | ELIMINATA col consenso di tutti i professori | ELIMINATA col consenso di tutti i professori | ELIMINATA col consenso di tutti i professori |
|  | Sergio       |             | -           | -           |             | ELIMINATO col consenso di tutti i professori | ELIMINATO col consenso di tutti i professori | ELIMINATO col consenso di tutti i professori | ELIMINATO col consenso di tutti i professori | ELIMINATO col consenso di tutti i professori | ELIMINATO col consenso di tutti i professori | ELIMINATO col consenso di tutti i professori | ELIMINATO col consenso di tutti i professori | ELIMINATO col consenso di tutti i professori | ELIMINATO col consenso di tutti i professori | ELIMINATO col consenso di tutti i professori | ELIMINATO col consenso di tutti i professori | ELIMINATO col consenso di tutti i professori | ELIMINATO col consenso di tutti i professori | ELIMINATO col consenso di tutti i professori | ELIMINATO col consenso di tutti i professori | ELIMINATO col consenso di tutti i professori |

### Canto
|  |              | 1           | 2           | 3           | 4           | 5                         | 6                         | 7                         | 8                         | 9                         | 10                                              | 10                                              | 11                                              | 12                                              | 13                                              | 13                                              | 14                                              | 15                                              | 16                                              | 17                                              | 18                                              | 18                                              | 18                                              | 18                                              | 19                                              |
|  | ------------ | ----------- | ----------- | ----------- | ----------- | ------------------------- | ------------------------- | ------------------------- | ------------------------- | ------------------------- | ----------------------------------------------- | ----------------------------------------------- | ----------------------------------------------- | ----------------------------------------------- | ----------------------------------------------- | ----------------------------------------------- | ----------------------------------------------- | ----------------------------------------------- | ----------------------------------------------- | ----------------------------------------------- | ----------------------------------------------- | ----------------------------------------------- | ----------------------------------------------- | ----------------------------------------------- | ----------------------------------------------- |
|  | Carlo        |             | N.D.        |             |             | N.D.                      | N.D.                      |                           |                           | N.D.                      | N.D.                                            | N.D.                                            | N.D.                                            | N.D.                                            | N.D.                                            | N.D.                                            | N.D.                                            |                                                 | N.D.                                            |                                                 |                                                 |                                                 |                                                 |                                                 |                                                 |
|  | Claudia      |             | N.D.        | N.D.        | N.D.        | N.D.                      |                           |                           |                           |                           |                                                 |                                                 |                                                 |                                                 |                                                 |                                                 |                                                 |                                                 |                                                 |                                                 |                                                 |                                                 |                                                 |                                                 |                                                 |
|  | Francesca M. |             | N.D.        | N.D.        | N.D.        | N.D.                      |                           |                           |                           |                           |                                                 |                                                 |                                                 |                                                 |                                                 |                                                 |                                                 |                                                 |                                                 |                                                 |                                                 |                                                 |                                                 |                                                 |                                                 |
|  | Gerardo      |             | N.D.        | N.D.        | N.D.        | N.D.                      | N.D.                      |                           |                           |                           |                                                 |                                                 |                                                 |                                                 |                                                 |                                                 |                                                 |                                                 |                                                 |                                                 |                                                 |                                                 |                                                 |                                                 |                                                 |
|  | Marco        |             | N.D.        | N.D.        | N.D.        | N.D.                      |                           |                           |                           |                           |                                                 |                                                 |                                                 |                                                 |                                                 |                                                 |                                                 |                                                 |                                                 |                                                 |                                                 |                                                 |                                                 |                                                 |                                                 |
|  | Ottavio      |             | N.D.        |             |             |                           |                           | N.D.                      | N.D.                      | N.D.                      | N.D.                                            | 3                                               |                                                 | N.D.                                            | N.D.                                            | N.D.                                            | N.D.                                            |                                                 |                                                 | N.D.                                            | N.D.                                            |                                                 | N.D.                                            |                                                 |                                                 |
|  | Stefano      | Non in gara | Non in gara | Non in gara | Non in gara | Non in gara               | Non in gara               | Non in gara               | Non in gara               | Non in gara               | Non in gara                                     | Non in gara                                     | Non in gara                                     | Non in gara                                     |                                                 |                                                 | N.D.                                            | N.D.                                            |                                                 | N.D.                                            | N.D.                                            |                                                 | N.D.                                            |                                                 |                                                 |
|  | Valeria      |             | N.D.        | N.D.        | N.D.        | N.D.                      | N.D.                      | N.D.                      | N.D.                      | N.D.                      | N.D.                                            | N.D.                                            |                                                 |                                                 | N.D.                                            | N.D.                                            |                                                 |                                                 | N.D.                                            | N.D.                                            | N.D.                                            |                                                 | N.D.                                            | N.D.                                            |                                                 |
|  | Ruben        | Non in gara | Non in gara | Non in gara | Non in gara | Non in gara               | Non in gara               | Non in gara               | Non in gara               | Non in gara               | Non in gara                                     | Non in gara                                     | Non in gara                                     | Non in gara                                     | Non in gara                                     | Non in gara                                     | Non in gara                                     | Non in gara                                     |                                                 | N.D.                                            |                                                 |                                                 | N.D.                                            |                                                 |                                                 |
|  | Pamela       |             | N.D.        | N.D.        | N.D.        | N.D.                      | N.D.                      | N.D.                      | N.D.                      | N.D.                      |                                                 |                                                 | N.D.                                            | N.D.                                            | N.D.                                            | N.D.                                            |                                                 | NON SUPERA l'esame di sbarramento               | NON SUPERA l'esame di sbarramento               | NON SUPERA l'esame di sbarramento               | NON SUPERA l'esame di sbarramento               | NON SUPERA l'esame di sbarramento               | NON SUPERA l'esame di sbarramento               | NON SUPERA l'esame di sbarramento               | NON SUPERA l'esame di sbarramento               |
|  | Lidia        |             |             |             | N.D.        | N.D.                      | N.D.                      |                           |                           |                           | N.D.                                            | N.D.                                            |                                                 |                                                 |                                                 | PERDE la sfida vs Stefano                       | PERDE la sfida vs Stefano                       | PERDE la sfida vs Stefano                       | PERDE la sfida vs Stefano                       | PERDE la sfida vs Stefano                       | PERDE la sfida vs Stefano                       | PERDE la sfida vs Stefano                       | PERDE la sfida vs Stefano                       | PERDE la sfida vs Stefano                       | PERDE la sfida vs Stefano                       |
|  | Lorenzo      | Non in gara | Non in gara | Non in gara |             | N.D.                      |                           | N.D.                      | N.D.                      |                           |                                                 | RITIRATO                                        | RITIRATO                                        | RITIRATO                                        | RITIRATO                                        | RITIRATO                                        | RITIRATO                                        | RITIRATO                                        | RITIRATO                                        | RITIRATO                                        | RITIRATO                                        | RITIRATO                                        | RITIRATO                                        | RITIRATO                                        | RITIRATO                                        |
|  | Alessandra   |             | N.D.        | N.D.        | N.D.        | N.D.                      | N.D.                      | N.D.                      | N.D.                      | N.D.                      |                                                 | NON SUPERA l'esame di sbarramento               | NON SUPERA l'esame di sbarramento               | NON SUPERA l'esame di sbarramento               | NON SUPERA l'esame di sbarramento               | NON SUPERA l'esame di sbarramento               | NON SUPERA l'esame di sbarramento               | NON SUPERA l'esame di sbarramento               | NON SUPERA l'esame di sbarramento               | NON SUPERA l'esame di sbarramento               | NON SUPERA l'esame di sbarramento               | NON SUPERA l'esame di sbarramento               | NON SUPERA l'esame di sbarramento               | NON SUPERA l'esame di sbarramento               | NON SUPERA l'esame di sbarramento               |
|  | Alessia      |             | N.D.        |             |             |                           |                           |                           |                           |                           | ELIMINATA con il consenso di tutti i professori | ELIMINATA con il consenso di tutti i professori | ELIMINATA con il consenso di tutti i professori | ELIMINATA con il consenso di tutti i professori | ELIMINATA con il consenso di tutti i professori | ELIMINATA con il consenso di tutti i professori | ELIMINATA con il consenso di tutti i professori | ELIMINATA con il consenso di tutti i professori | ELIMINATA con il consenso di tutti i professori | ELIMINATA con il consenso di tutti i professori | ELIMINATA con il consenso di tutti i professori | ELIMINATA con il consenso di tutti i professori | ELIMINATA con il consenso di tutti i professori | ELIMINATA con il consenso di tutti i professori | ELIMINATA con il consenso di tutti i professori |
|  | Nicola       |             | N.D.        |             |             | PERDE la sfida vs Lorenzo | PERDE la sfida vs Lorenzo | PERDE la sfida vs Lorenzo | PERDE la sfida vs Lorenzo | PERDE la sfida vs Lorenzo | PERDE la sfida vs Lorenzo                       | PERDE la sfida vs Lorenzo                       | PERDE la sfida vs Lorenzo                       | PERDE la sfida vs Lorenzo                       | PERDE la sfida vs Lorenzo                       | PERDE la sfida vs Lorenzo                       | PERDE la sfida vs Lorenzo                       | PERDE la sfida vs Lorenzo                       | PERDE la sfida vs Lorenzo                       | PERDE la sfida vs Lorenzo                       | PERDE la sfida vs Lorenzo                       | PERDE la sfida vs Lorenzo                       | PERDE la sfida vs Lorenzo                       | PERDE la sfida vs Lorenzo                       | PERDE la sfida vs Lorenzo                       |

## Riepilogo settimanale

### Settimana 1

#### 1ª puntata
Nella puntata di sabato 5 novembre 2011 si è formata la nuova classe composta di 21 alunni di cui 12 cantanti e 9 ballerini.
| Squadra Gialla                                             | Squadra Gialla                                             |                     | Squadra Blu                                       | Squadra Blu                                       |            | Squadra Verde                                    | Squadra Verde                                    |
| Professori                                                 | Professori                                                 | Professori          | Professori                                        | Professori                                        | Professori | Professori                                       | Professori                                       |
| ---------------------------------------------------------- | ---------------------------------------------------------- | ------------------- | ------------------------------------------------- | ------------------------------------------------- | ---------- | ------------------------------------------------ | ------------------------------------------------ |
| - Grazia Di Michele (canto) - Alessandra Celentano (ballo) | - Grazia Di Michele (canto) - Alessandra Celentano (ballo) |                     | - Mara Maionchi (canto) - Luciano Cannito (ballo) | - Mara Maionchi (canto) - Luciano Cannito (ballo) |            | - Rudy Zerbi (canto) - Garrison Rochelle (ballo) | - Rudy Zerbi (canto) - Garrison Rochelle (ballo) |
| Concorrenti                                                |                                                            |                     |                                                   |                                                   |            |                                                  |                                                  |
| Nome                                                       | Disciplina                                                 |                     | Nome                                              | Disciplina                                        |            | Nome                                             | Disciplina                                       |
| Alessia Di Francesco                                       | canto                                                      | Alessandra Procacci | canto                                             | Daniele Sibilli                                   | ballo      |                                                  |                                                  |
| Carlo Alberto Di Micco                                     | canto                                                      | Caterina Licini     | ballo                                             | Lidia Pastorello                                  | canto      |                                                  |                                                  |
| Josè Becerra                                               | ballo                                                      | Claudia Casciaro    | canto                                             | Marco Castelluzzo                                 | canto      |                                                  |                                                  |
| Legra Yunieska Sanchez                                     | ballo                                                      | Francesca Dugarte   | ballo                                             | Nunzio Perricone                                  | ballo      |                                                  |                                                  |
| Ottavio De Stefano                                         | canto                                                      | Francesca Mariani   | canto                                             | Pamela Gueli                                      | canto      |                                                  |                                                  |
| Nicola Di Trapani                                          | canto                                                      | Gerardo Pulli       | canto                                             | Valeria Romitelli                                 | canto      |                                                  |                                                  |
| Sergio Nigro                                               | ballo                                                      | Giuseppe Giofrè     | ballo                                             | Veronica Paradiso                                 | ballo      |                                                  |                                                  |

### Settimana 2

#### 2ª puntata
Durante la puntata di sabato 12 novembre 2011 si è svolta la prima sfida a squadre che ha visto vincitrice la squadra Blu con il 37% dei voti; secondo posto alla squadra Gialla con il 34% dei voti; e infine la squadra Verde con il 29% dei voti.
| PROVA    | SQUADRA BLU     | SQUADRA BLU                 | SQUADRA GIALLA     | SQUADRA GIALLA                 | SQUADRA VERDE     | SQUADRA VERDE                  |
| -------- | --------------- | --------------------------- | ------------------ | ------------------------------ | ----------------- | ------------------------------ |
| I        | Caterina        | Comparata BALLO Gold finger | -                  | -                              | Nunzio            | Comparata BALLO Gold finger    |
| II       | Francesca M.    | Creep                       | -                  | -                              | Valeria           | Chasing pavements              |
| III      | Giuseppe        | Hold It Against Me          | José               | Variazione Don Quixote         | -                 | -                              |
| IV       | Gerardo         | Comparata CANTO Sir Duke    | Carlo              | Comparata CANTO Sir Duke       | Marco             | Comparata CANTO Sir Duke       |
| V        | Claudia         | Respect                     | Alessia            | L'amore si odia                | -                 | -                              |
| VI       | -               | -                           | Yunieska           | Comparata BALLO Turning Tables | Veronica          | Comparata BALLO Turning Tables |
| VII      | -               | -                           | Ottavio            | Home                           | Pamela            | Sei nell'anima                 |
| VITTORIA | SQUADRA BLU 37% | SQUADRA BLU 37%             | SQUADRA GIALLA 34% | SQUADRA GIALLA 34%             | SQUADRA VERDE 29% | SQUADRA VERDE 29%              |
| VITTORIA | IN SFIDA: LIDIA |                             |                    |                                |                   |                                |

### Settimana 3

#### 3ª puntata
Durante la puntata di sabato 19 novembre 2011 si è svolta la sfida di Lidia.
| PROVA                             | LIDIA                                | GIULIA                               |
| Commissario esterno: Luca Dondoni | Commissario esterno: Luca Dondoni    | Commissario esterno: Luca Dondoni    |
| --------------------------------- | ------------------------------------ | ------------------------------------ |
| I                                 | Comparata CANTO Left outside alone   | Comparata CANTO Left outside alone   |
| II                                | Comparata CANTO Cavallo di battaglia | Comparata CANTO Cavallo di battaglia |
| VITTORIA                          | LIDIA                                | GIULIA                               |

Successivamente si è svolta la seconda sfida a squadre che ha visto vincitrice la squadra Blu con il 38% dei voti; secondo posto alla squadra Verde con il 35% dei voti; e infine la squadra Gialla con il 27% dei voti.
| PROVA    | SQUADRA BLU                                     | SQUADRA BLU                         | SQUADRA GIALLA    | SQUADRA GIALLA                                    | SQUADRA VERDE      | SQUADRA VERDE                                     |
| -------- | ----------------------------------------------- | ----------------------------------- | ----------------- | ------------------------------------------------- | ------------------ | ------------------------------------------------- |
| ìIì      | Giuseppe                                        | Mix Born this way                   | Josè              | Variazione Don Quixote                            | -                  | -                                                 |
| II       | Claudia                                         | La bambola                          | -                 | -                                                 | Pamela             | Cambiare                                          |
| III      | Francesca D.                                    | Variazione Cigno Nero               | -                 | -                                                 | Nunzio             | Paradise                                          |
| IV       | Gerardo                                         | Comparata CANTO Puttin' on the Ritz | Ottavio           | Comparata CANTO Puttin' on the Ritz               | -                  | -                                                 |
| V        | Alessandra                                      | Comparata CANTO Warwick Avenue      | -                 | -                                                 | Lidia              | Comparata CANTO Warwick Avenue                    |
| VI       | -                                               | -                                   | Yunieska          | Comparata BALLO Is You Is or Is You Ain't My Baby | Daniele            | Comparata BALLO Is You Is or Is You Ain't My Baby |
| VII      | -                                               | -                                   | Nicola            | Comparata CANTO Salvami                           | Marco              | Comparata CANTO Salvami                           |
| VITTORIA | SQUADRA BLU 38%                                 | SQUADRA BLU 38%                     | SQUADRA VERDE 35% | SQUADRA VERDE 35%                                 | SQUADRA GIALLA 27% | SQUADRA GIALLA 27%                                |
| VITTORIA | IN SFIDA: OTTAVIO, CARLO, ALESSIA, NICOLA, JOSÈ |                                     |                   |                                                   |                    |                                                   |

### Settimana 4

#### 4ª puntata
Durante la puntata di sabato 26 novembre 2011 si è svolta la terza sfida a squadre che ha visto vincitrice la squadra Blu con il 35% dei voti; secondo posto alla squadra Gialla con il 34% dei voti; e infine la squadra Verde con il 31% dei voti.
| PROVA    | SQUADRA BLU      | SQUADRA BLU                | SQUADRA GIALLA     | SQUADRA GIALLA                 | SQUADRA VERDE     | SQUADRA VERDE                  |
| -------- | ---------------- | -------------------------- | ------------------ | ------------------------------ | ----------------- | ------------------------------ |
| I        | -                | -                          | Alessia            | Comparata CANTO Invece no      | Daniele           | Comparata CANTO Invece no      |
| II       | -                | -                          | Sergio             | Comparata BALLO In Cerca di te | Lidia             | Comparata BALLO In Cerca di te |
| III      | Claudia          | Comparata CANTO What's up  | Carlo              | Comparata CANTO What's up      | -                 | -                              |
| IV       | Francesca D.     | Comparata BALLO Rise Above | -                  | -                              | Veronica          | Comparata BALLO Rise Above     |
| V        | Caterina         | Comparata BALLO Papi       | Yunieska           | Comparata BALLO Papi           | -                 | -                              |
| VITTORIA | SQUADRA BLU 35%  | SQUADRA BLU 35%            | SQUADRA GIALLA 34% | SQUADRA GIALLA 34%             | SQUADRA VERDE 31% | SQUADRA VERDE 31%              |
| VITTORIA | IN SFIDA: NUNZIO |                            |                    |                                |                   |                                |

Nella stessa puntata viene messo in discussione il banco di Sergio Nigro, allievo di Alessandra Celentano.
| Allievo | Professoressa | Esito     |
| ------- | ------------- | --------- |
| Sergio  | A. Celentano  | Eliminato |

Tra la diretta di sabato 26 novembre 2011 e la puntata pomeridiana di lunedì 28 novembre 2011 si è svolta la sfida di Ottavio, Alessia, Carlo e Nicola.
| PROVA                               | OTTAVIO                             | CARLO                               | ALESSIA                             | NICOLA                              | LORENZO                             |
| Commissario esterno: Paolo Giordano | Commissario esterno: Paolo Giordano | Commissario esterno: Paolo Giordano | Commissario esterno: Paolo Giordano | Commissario esterno: Paolo Giordano | Commissario esterno: Paolo Giordano |
| ----------------------------------- | ----------------------------------- | ----------------------------------- | ----------------------------------- | ----------------------------------- | ----------------------------------- |
| I                                   | Feeling good                        | Crazy                               | Gli uomini non cambiano             | Scivola vai via                     | Smoke gets in your eyes             |
| VITTORIA                            | OTTAVIO, CARLO                      | OTTAVIO, CARLO                      | OTTAVIO, CARLO                      | OTTAVIO, CARLO                      | OTTAVIO, CARLO                      |

| PROVA                               | ALESSIA                             | NICOLA                              | LORENZO                             |
| Commissario esterno: Paolo Giordano | Commissario esterno: Paolo Giordano | Commissario esterno: Paolo Giordano | Commissario esterno: Paolo Giordano |
| ----------------------------------- | ----------------------------------- | ----------------------------------- | ----------------------------------- |
| I                                   | L'amore si odia                     | Parlami d'amore Mariù               | Il mondo                            |
| II                                  | Esecuzione a cappella               | Esecuzione a cappella               | Esecuzione a cappella               |
| VITTORIA                            | ALESSIA                             | ALESSIA                             | ALESSIA                             |

| PROVA                               | NICOLA                              | LORENZO                             |
| Commissario esterno: Paolo Giordano | Commissario esterno: Paolo Giordano | Commissario esterno: Paolo Giordano |
| ----------------------------------- | ----------------------------------- | ----------------------------------- |
| I                                   | Immagine                            | Via                                 |
| VITTORIA                            | LORENZO                             | NICOLA                              |

### Settimana 5

#### 5ª puntata
Durante la puntata di sabato 3 dicembre 2011 si è svolta la terza sfida a squadre che ha visto vincitrice la squadra Verde con il 36% dei voti; secondo posto alla squadra Blu con il 34% dei voti; e infine la squadra Gialla con il 30% dei voti.
| PROVA    | SQUADRA BLU       | SQUADRA BLU                           | SQUADRA GIALLA  | SQUADRA GIALLA                        | SQUADRA VERDE      | SQUADRA VERDE                  |
| PROVA    | CLAUDIA           | CLAUDIA                               | CARLO ALBERTO   | CARLO ALBERTO                         | VALERIA            | VALERIA                        |
| -------- | ----------------- | ------------------------------------- | --------------- | ------------------------------------- | ------------------ | ------------------------------ |
| I        | Gerardo           | Comparata CANTO Destinazione Paradiso | Ottavio         | Comparata BALLO Destinazione Paradiso | -                  | -                              |
| II       | Giuseppe          | What Else Is There?                   | Yunieska        | I Don't Want to Miss a Thing          | Marco              | Georgia on my mind             |
| III      | Gerardo           | Comparata BALLO Rehab                 | Carlo           | Comparata BALLO Rehab                 | -                  | -                              |
| IV       | Caterina          | Comparata BALLO Rise Above            | -               | -                                     | Daniele            | Comparata BALLO Rise Above     |
| V        | Francesca M.      | Comparata BALLO Don't Know Why        | -               | -                                     | Valeria            | Comparata BALLO Don't Know Why |
| VITTORIA | SQUADRA VERDE 36% | SQUADRA VERDE 36%                     | SQUADRA BLU 34% | SQUADRA BLU 34%                       | SQUADRA GIALLA 30% | SQUADRA GIALLA 30%             |
| VITTORIA | IN SFIDA: OTTAVIO |                                       |                 |                                       |                    |                                |

Inoltre, durante la medesima puntata, si è svolta la sfida di Josè.
| PROVA                                  | JOSÊ                                   | DENIS                                  |
| Commissario esterno: Stephane Fournial | Commissario esterno: Stephane Fournial | Commissario esterno: Stephane Fournial |
| -------------------------------------- | -------------------------------------- | -------------------------------------- |
| I                                      | Cavallo di battaglia                   | Cavallo di battaglia                   |
| II                                     | Comparata BALLO Molleggiato            | Comparata BALLO Molleggiato            |
| VITTORIA                               | JOSÊ                                   | DENIS                                  |

Nella stessa puntata vengono messi in discussione i banchi di Veronica e Alessia, allieve rispettivamente di Garrison Rochelle e di Grazia Di Michele.
| Allieva  | Prof. di riferimento | Esito     |
| -------- | -------------------- | --------- |
| Veronica | Garrison             | Eliminata |
| Alessia  | G. Di Michele        | Sospesa   |

#### Daytime
Durante la sesta settimana si è svolta la sfida di Nunzio.
| PROVA                                                            | NUNZIO                                                           | RAFFAELE                                                         |
| Commissari esternI: Roberto Fascilla, Lara Martelli, Kledi Kadiu | Commissari esternI: Roberto Fascilla, Lara Martelli, Kledi Kadiu | Commissari esternI: Roberto Fascilla, Lara Martelli, Kledi Kadiu |
| ---------------------------------------------------------------- | ---------------------------------------------------------------- | ---------------------------------------------------------------- |
| I                                                                | Cavallo di battaglia                                             | Cavallo di battaglia                                             |
| II                                                               | Improvvisazione                                                  | Improvvisazione                                                  |
| VITTORIA                                                         | NUNZIO (2 su 3)                                                  | RAFFAELE                                                         |

### Settimana 6

#### 6ª puntata
Durante la puntata di sabato 10 dicembre 2011 si è svolta la quinta sfida a squadre che ha visto vincitrice la squadra Gialla, secondo posto alla squadra Verde e terzo posto alla squadra Blu.
| PROVA                                                              | SQUADRA BLU                                                        | SQUADRA BLU                                                        | SQUADRA GIALLA                                                     | SQUADRA GIALLA                                                     | SQUADRA VERDE                                                      | SQUADRA VERDE                                                      | VANTAGGIO |
| Commissari esterni: Luca Dondoni (canto) Stephane Fournial (ballo) | Commissari esterni: Luca Dondoni (canto) Stephane Fournial (ballo) | Commissari esterni: Luca Dondoni (canto) Stephane Fournial (ballo) | Commissari esterni: Luca Dondoni (canto) Stephane Fournial (ballo) | Commissari esterni: Luca Dondoni (canto) Stephane Fournial (ballo) | Commissari esterni: Luca Dondoni (canto) Stephane Fournial (ballo) | Commissari esterni: Luca Dondoni (canto) Stephane Fournial (ballo) | VANTAGGIO |
| ------------------------------------------------------------------ | ------------------------------------------------------------------ | ------------------------------------------------------------------ | ------------------------------------------------------------------ | ------------------------------------------------------------------ | ------------------------------------------------------------------ | ------------------------------------------------------------------ | --------- |
| I                                                                  | -                                                                  | -                                                                  | Ottavio                                                            | Comparata CANTO It Had Better Be Tonight (Meglio Stasera)          | Lidia                                                              | Comparata CANTO It Had Better Be Tonight (Meglio Stasera)          | Ottavio   |
| II                                                                 | Giuseppe                                                           | Open space                                                         | Josè                                                               | Variazione Sylvia - Coda                                           | -                                                                  | -                                                                  | Josè      |
| III                                                                | Francesca M.                                                       | Someone Like You                                                   | -                                                                  | -                                                                  | Valeria                                                            | Ba ba baciami piccina                                              | Valeria   |
| IV                                                                 | -                                                                  | -                                                                  | Yunieska                                                           | Comparata BALLO Nana na na eh                                      | Daniele                                                            | Comparata BALLO Nana na na eh                                      | Yunieska  |
| V                                                                  | Gerardo                                                            | Comparata CANTO Eppure sentire                                     | Carlo                                                              | Comparata CANTO Eppure sentire                                     | -                                                                  | -                                                                  | Gerardo   |
| VI                                                                 | Francesca D.                                                       | Comparata BALLO Guiro                                              | -                                                                  | -                                                                  | Nunzio                                                             | Comparata BALLO Guiro                                              | Nunzio    |
| VITTORIA                                                           | SQUADRA GIALLA                                                     | SQUADRA GIALLA                                                     | SQUADRA VERDE                                                      | SQUADRA VERDE                                                      | SQUADRA BLU                                                        | SQUADRA BLU                                                        |           |
| VITTORIA                                                           | IN SFIDA: CLAUDIA, FRANCESCA D.                                    |                                                                    |                                                                    |                                                                    |                                                                    |                                                                    |           |

Inoltre, durante la puntata, si è svolta la sfida di Ottavio.
| PROVA                                  | OTTAVIO                                  | FRANCESCO                                |
| Commissario esterno: Andrea Laffranchi | Commissario esterno: Andrea Laffranchi   | Commissario esterno: Andrea Laffranchi   |
| -------------------------------------- | ---------------------------------------- | ---------------------------------------- |
| I                                      | Comparata CANTO It's not unsual          | Comparata CANTO It's not unsual          |
| II                                     | Cavallo di battaglia                     | Cavallo di battaglia                     |
| III                                    | Comparata CANTO Una lunga storia d'amore | Comparata CANTO Una lunga storia d'amore |
| VITTORIA                               | OTTAVIO                                  | FRANCESCO                                |

#### Daytime
Durante la settimana il cantante Carlo Alberto Di Micco, la cantante Lidia Pastorello e il cantautore Gerardo Pulli vengono mandati in sfida come provvedimento disciplinare.

### Settimana 7

#### 7ª puntata
Nella puntata di sabato 17 dicembre 2011 Lorenzo, avendo vinto la sfida interna contro Lidia, ottiene un'esibizione bonus nella successiva sfida a squadre.
| PROVA                                                              | LIDIA                                                              | LORENZO                                                            |
| Giudice: Pubblico in studio: 18-25 anni, 25-45 anni, 45 anni in su | Giudice: Pubblico in studio: 18-25 anni, 25-45 anni, 45 anni in su | Giudice: Pubblico in studio: 18-25 anni, 25-45 anni, 45 anni in su |
| ------------------------------------------------------------------ | ------------------------------------------------------------------ | ------------------------------------------------------------------ |
| I                                                                  | Comparata CANTO Call Me                                            | Comparata CANTO Call Me                                            |
| II                                                                 | Comparata CANTO Quel posto che non c'è                             | Comparata CANTO Quel posto che non c'è                             |
| III                                                                | Cavallo di battaglia                                               | Cavallo di battaglia                                               |
| VITTORIA                                                           | LORENZO                                                            | LORENZO                                                            |

Durante la puntata si è svolta la sesta sfida a squadre che ha visto vincitrice la squadra Blu con il 38% dei voti; secondo posto alla squadra Gialla con il 35% dei voti; e infine la squadra Verde con il 27% dei voti. 
| PROVA    | SQUADRA BLU              | SQUADRA BLU                                 | SQUADRA GIALLA     | SQUADRA GIALLA                              | SQUADRA VERDE     | SQUADRA VERDE                     |
| -------- | ------------------------ | ------------------------------------------- | ------------------ | ------------------------------------------- | ----------------- | --------------------------------- |
| I        | Giuseppe                 | Comparata BALLO On the floor                | -                  | -                                           | Daniele           | Comparata BALLO On the floor      |
| II       | Gerardo                  | Comparata CANTO Le Notti di maggio          | Carlo              | Comparata CANTO Le Notti di maggio          | -                 | -                                 |
| III      | Francesca D.             | Comparata BALLO - Variazione Diana e Acteon | Josè               | Comparata BALLO - Variazione Diana e Acteon | -                 | -                                 |
| IV       | Claudia                  | Comparata CANTO Piece of My Heart           | -                  | -                                           | Pamela            | Comparata CANTO Piece of My Heart |
| V        | -                        | -                                           | Yunieska           | Comparata BALLO Boogie                      | Nunzio            | Comparata BALLO Boogie            |
| BONUS    | -                        | -                                           | Lorenzo            | Poster                                      | -                 | -                                 |
| VITTORIA | SQUADRA BLU 38%          | SQUADRA BLU 38%                             | SQUADRA GIALLA 35% | SQUADRA GIALLA 35%                          | SQUADRA VERDE 27% | SQUADRA VERDE 27%                 |
| VITTORIA | IN SFIDA: MARCO, DANIELE |                                             |                    |                                             |                   |                                   |

#### Daytime
Durante la settimana si sono svolte le sfide di Claudia, Francesca D., Alessia, Carlo e Lidia.
| PROVA                               | CLAUDIA                               | SARA                                  |
| Commissario esterno: Paolo Giordano | Commissario esterno: Paolo Giordano   | Commissario esterno: Paolo Giordano   |
| ----------------------------------- | ------------------------------------- | ------------------------------------- |
| I                                   | Comparata CANTO Right to be wrong     | Comparata CANTO Right to be wrong     |
| II                                  | Comparata CANTO L'importante è finire | Comparata CANTO L'importante è finire |
| VITTORIA                            | CLAUDIA                               | SARA                                  |

| PROVA                               | ALESSIA                                                 | CELESTE                                                 |
| Commissario esterno: Paolo Giordano | Commissario esterno: Paolo Giordano                     | Commissario esterno: Paolo Giordano                     |
| ----------------------------------- | ------------------------------------------------------- | ------------------------------------------------------- |
| I                                   | Cavallo di battaglia                                    | Cavallo di battaglia                                    |
| II                                  | Comparata CANTO Bello e impossibile                     | Comparata CANTO Bello e impossibile                     |
| III                                 | Comparata CANTO (You Make Me Feel Like) A Natural Woman | Comparata CANTO (You Make Me Feel Like) A Natural Woman |
| VITTORIA                            | ALESSIA                                                 | CELESTE                                                 |

| PROVA                             | LIDIA                             | ALICE                             |
| Commissario esterno: Luca Dondoni | Commissario esterno: Luca Dondoni | Commissario esterno: Luca Dondoni |
| --------------------------------- | --------------------------------- | --------------------------------- |
| I                                 | Comparata CANTO Io canto          | Comparata CANTO Io canto          |
| II                                | Cavallo di battaglia              | Cavallo di battaglia              |
| VITTORIA                          | LIDIA                             | ALICE                             |

| PROVA                                 | FRANCESCA D.                                   | ILENIA                                         |
| Commissario esterno: Anna Maria Prina | Commissario esterno: Anna Maria Prina          | Commissario esterno: Anna Maria Prina          |
| ------------------------------------- | ---------------------------------------------- | ---------------------------------------------- |
| I                                     | Cavallo di battaglia                           | Cavallo di battaglia                           |
| II                                    | Comparata BALLO - Variazione Fiamme di Parigi" | Comparata BALLO - Variazione Fiamme di Parigi" |
| VITTORIA                              | FRANCESCA D.                                   | ILENIA                                         |

| PROVA                             | CARLO                                              | ROBERTO                                            |
| Commissario esterno: Luca Dondoni | Commissario esterno: Luca Dondoni                  | Commissario esterno: Luca Dondoni                  |
| --------------------------------- | -------------------------------------------------- | -------------------------------------------------- |
| I                                 | Comparata CANTO Sorry Seems To Be The Hardest Word | Comparata CANTO Sorry Seems To Be The Hardest Word |
| II                                | Cavallo di battaglia                               | Cavallo di battaglia                               |
| VITTORIA                          | CARLO                                              | ROBERTO                                            |

### Settimana 8
Durante le puntate pomeridiane di lunedì 9 gennaio 2012 e martedì 10 gennaio 2012 si è svolta la sfida interna tra il ballerino Nunzio Perricone e il ballerino Josè Becerra Alvarez proposta dall'insegnante di danza Garrison Rochelle per dimostrare la maggiore versatilità di Nunzio rispetto ad Josè.
| PROVA | NUNZIO | JOSÈ |
| Commissari esterni: Marco Pierin, Pablo Moret, Gheorghe Jancu, Lara Martelli, Enzo Paolo Turchi, Manuel Frattini, Stephane Fournial, Kledi Kadiu, Anna Maria Prina | Commissari esterni: Marco Pierin, Pablo Moret, Gheorghe Jancu, Lara Martelli, Enzo Paolo Turchi, Manuel Frattini, Stephane Fournial, Kledi Kadiu, Anna Maria Prina | Commissari esterni: Marco Pierin, Pablo Moret, Gheorghe Jancu, Lara Martelli, Enzo Paolo Turchi, Manuel Frattini, Stephane Fournial, Kledi Kadiu, Anna Maria Prina |
| --- | --- | --- |
| I | Comparata BALLO Pour piano et orchestra | Comparata BALLO Pour piano et orchestra |
| II | Comparata BALLO Last Night | Comparata BALLO Last Night |
| III | Comparata BALLO - Variazione Don Quixote | Comparata BALLO - Variazione Don Quixote |
| VITTORIA | JOSÈ (6 su 9) | JOSÈ (6 su 9) |

Inoltre durante le puntate di martedì 10 gennaio 2012 e mercoledì 11 gennaio 2012 si sono svolte anche le sfide di Marco e Daniele.
| PROVA                               | DANIELE                                   | ILARIO                                    |
| Commissario esterno: Joseph Fontano | Commissario esterno: Joseph Fontano       | Commissario esterno: Joseph Fontano       |
| ----------------------------------- | ----------------------------------------- | ----------------------------------------- |
| I                                   | Cavallo di battaglia                      | Cavallo di battaglia                      |
| II                                  | Comparata BALLO Are You Gonna Be My Girl? | Comparata BALLO Are You Gonna Be My Girl? |
| III                                 | Comparata BALLO Adios Nomino              | Comparata BALLO Adios Nomino              |
| VITTORIA                            | ILARIO                                    | DANIELE                                   |

Il ballerino Daniele ha perso la sfida contro lo sfidante Ilario che è entrato al suo posto nella squadra Verde come ballerino. 
| PROVA                            | MARCO                            | RAUL                             |
| Commissario esterno: Fio Zanotti | Commissario esterno: Fio Zanotti | Commissario esterno: Fio Zanotti |
| -------------------------------- | -------------------------------- | -------------------------------- |
| I                                | Comparata CANTO Open Arms        | Comparata CANTO Open Arms        |
| II                               | Cavallo di battaglia             | Cavallo di battaglia             |
| VITTORIA                         | MARCO                            | RAUL                             |

Inoltre nella puntata pomeridiana di giovedì 12 gennaio 2012 l'insegnante di canto Grazia Di Michele ha messo nuovamente in discussione il banco della cantante Alessia Di Francesco: la commissione ha appoggiato all'unanimità la richiesta e la cantante ha dovuto così lasciare il banco e la scuola.

### Settimana 9

#### 8ª puntata
Durante la puntata di sabato 14 gennaio 2012 si è svolta la settima sfida a squadre che ha visto vincitrice la squadra Blu con il 39% dei voti; secondo posto alla squadra Gialla con il 31% dei voti; e infine la squadra Verde con il 30% dei voti. La squadra Verde ha visto andare in sfida la cantante Lidia Pastorello.
| PROVA    | SQUADRA BLU         | SQUADRA BLU                                   | SQUADRA GIALLA     | SQUADRA GIALLA                                | SQUADRA VERDE     | SQUADRA VERDE                         |
| -------- | ------------------- | --------------------------------------------- | ------------------ | --------------------------------------------- | ----------------- | ------------------------------------- |
| I        | -                   | -                                             | Josè               | Comparata BALLO True Song                     | Ilario            | Comparata BALLO True Song             |
| II       | Gerardo             | Io sono ai tropici                            | Ottavio            | Senza luce                                    | Marco             | The sun is here with me               |
| II       | Alessandra          | Il Mio Giorno Migliore                        | Ottavio            | Senza luce                                    | Marco             | The sun is here with me               |
| II       | Claudia             | Pregherò                                      | Ottavio            | Senza luce                                    | Marco             | The sun is here with me               |
| III      | Giuseppe            | Comparata BALLO Insieme a te sto bene         | -                  | -                                             | Nunzio            | Comparata BALLO Insieme a te sto bene |
| IV       | -                   | -                                             | Carlo              | Comparata CANTO Seven days                    | Lidia             | Comparata CANTO Seven days            |
| V        | Frandesca D.        | Comparata BALLO - Variazione Lo Schiaccianoci | Josè               | Comparata BALLO - Variazione Lo Schiaccianoci | -                 | -                                     |
| VI       | Alessandra          | Il Mio Giorno Migliore                        | -                  | -                                             | Pamela            | E penso a te                          |
| VII      | Caterina e Giuseppe | Comparata BALLO I wanna go                    | Yunieska e Josè    | Comparata BALLO I wanna go                    | -                 | -                                     |
| VITTORIA | SQUADRA BLU 39%     | SQUADRA BLU 39%                               | SQUADRA GIALLA 31% | SQUADRA GIALLA 31%                            | SQUADRA VERDE 30% | SQUADRA VERDE 30%                     |
| VITTORIA | IN SFIDA: LIDIA     |                                               |                    |                                               |                   |                                       |

#### Daytime
Nella puntata pomeridiana di lunedì 16 gennaio 2012 si è svolta la sfida tra la sfidante esterna Chiara Giuli, scelta dalla commissione e tutti i ballerini della scuola, giudicata per ogni alunno dal proprio insegnante.
| PROVA                                | FRANCESCA                            | CHIARA                               |
| Commissario interno: Luciano Cannito | Commissario interno: Luciano Cannito | Commissario interno: Luciano Cannito |
| VITTORIA                             | FRANCESCA                            | CHIARA                               |
| ------------------------------------ | ------------------------------------ | ------------------------------------ |

| PROVA                                | GIUSEPPE                             | CHIARA                               |
| Commissario interno: Luciano Cannito | Commissario interno: Luciano Cannito | Commissario interno: Luciano Cannito |
| VITTORIA                             | GIUSEPPE                             | CHIARA                               |
| ------------------------------------ | ------------------------------------ | ------------------------------------ |

| PROVA                                | CATERINA                             | CHIARA                               |
| Commissario interno: Luciano Cannito | Commissario interno: Luciano Cannito | Commissario interno: Luciano Cannito |
| VITTORIA                             | CATERINA                             | CHIARA                               |
| ------------------------------------ | ------------------------------------ | ------------------------------------ |

| PROVA                                     | JOSÈ                                      | CHIARA                                    |
| Commissario interno: Alessandra Celentano | Commissario interno: Alessandra Celentano | Commissario interno: Alessandra Celentano |
| VITTORIA                                  | JOSÈ                                      | CHIARA                                    |
| ----------------------------------------- | ----------------------------------------- | ----------------------------------------- |

| PROVA                                     | YUNIESKA                                  | CHIARA                                    |
| Commissario interno: Alessandra Celentano | Commissario interno: Alessandra Celentano | Commissario interno: Alessandra Celentano |
| VITTORIA                                  | CHIARA                                    | YUNIESKA                                  |
| ----------------------------------------- | ----------------------------------------- | ----------------------------------------- |

Nella puntata pomeridiana di martedì 17 gennaio 2012 si ha notizia che alla Fase Serale di Amici accederanno solo in 9.
Nelle puntate pomeridiane dal 17 gennaio 2012 al 20 gennaio 2012 si sono svolti i primi 3 esami di sbarramento per l'accesso al serale.
| Allievo/a  | Prof. di riferimento | Sì | NO | Risultato         |
| ---------- | -------------------- | -- | -- | ----------------- |
| Alessandra | M. Maionchi          | 0  | 3  | Eliminata         |
| Lorenzo    | G. Di Michele        | 1  | 2  | Ritirato          |
| Pamela     | R. Zerbi             | 1  | 2  | Passa alla fase 2 |

### Settimana 10

#### 9ª puntata
Durante la puntata di sabato 21 gennaio 2012 si è svolta l'ottava sfida a squadre che ha visto vincitrice la squadra Gialla, secondo posto alla squadra Blu e terzo posto alla squadra Verde. La sfida è stata giudicata da due commissari esterni: Luca Dondoni per il canto e Stephane Fournial per la danza. La squadra Verde ha visto andare in sfida la cantante Valeria Romitelli. 
| PROVA    | SQUADRA BLU         | SQUADRA BLU                                   | SQUADRA GIALLA  | SQUADRA GIALLA                                | SQUADRA VERDE   | SQUADRA VERDE                         | VANTAGGIO         |
| -------- | ------------------- | --------------------------------------------- | --------------- | --------------------------------------------- | --------------- | ------------------------------------- | ----------------- |
| I        | Claudia e Gerardo   | Body And Soul                                 | Carlo e Ottavio | For Once In My Life                           | Valeria e Marco | As                                    | Claudia e Gerardo |
| II       | Giuseppe            | Comparata BALLO Without You                   | -               | -                                             | Nunzio          | Comparata BALLO Without You           | Giuseppe          |
| III      | Giuseppe            | Comparata BALLO Insieme a te sto bene         | -               | -                                             | Nunzio          | Comparata BALLO Insieme a te sto bene | Pamela            |
| IV       | -                   | -                                             | Carlo           | Comparata CANTO Seven days                    | Lidia           | Comparata CANTO Seven days            | Jose              |
| V        | Frandesca D.        | Comparata BALLO - Variazione Lo Schiaccianoci | Josè            | Comparata BALLO - Variazione Lo Schiaccianoci | -               | -                                     | Ottavio           |
| VI       | Alessandra          | Il Mio Giorno Migliore                        | -               | -                                             | Pamela          | E penso a te                          | Chiara e Josè     |
| VII      | Caterina e Giuseppe | Comparata BALLO I wanna go                    | Yunieska e Josè | Comparata BALLO I wanna go                    | -               | -                                     | Claudia           |
| VITTORIA | SQUADRA GIALLA      | SQUADRA GIALLA                                | SQUADRA BLU     | SQUADRA BLU                                   | SQUADDRA VERDE  | SQUADDRA VERDE                        |                   |
| VITTORIA | IN SFIDA: VALERIA   |                                               |                 |                                               |                 |                                       |                   |

Inoltre, durante la medesima puntata, viene annunciato il risultato della sfida effettuata su iTunes tra i cantautori Gerardo e Marco, il cantante Ottavio e la cantante Claudia:
- - 1 POSTO: Marco - The sun is here with me (Marco Castelluzzo)
  - 2 POSTO: Gerardo - Io sono ai Tropici (Gerardo Pulli)
  - 3 POSTO: Ottavio - Senza luce (Dik Dik)
  - 4 POSTO: Claudia - Pregherò (Adriano Celentano)

Il cantautore Gerardo, non essendo risultato primo, viene messo in sfida.

#### Daytime
Nella puntata pomeridiana del 25 gennaio 2012 si è svolta la sfida di Lidia.
| PROVA                                 | LIDIA                                      | FEDERICA                                   |
| Commissario esterno: Romano Musumarra | Commissario esterno: Romano Musumarra      | Commissario esterno: Romano Musumarra      |
| ------------------------------------- | ------------------------------------------ | ------------------------------------------ |
| I                                     | Comparata CANTO Estranei a partire da ieri | Comparata CANTO Estranei a partire da ieri |
| II                                    | Comparata CANTO Feeling better             | Comparata CANTO Feeling better             |
| VITTORIA                              | LIDIA                                      | FEDERICA                                   |

Nelle puntate pomeridiane dal 25 al 27 gennaio 2012 si sono svolti gli esami di sbarramento per l'accesso al serale di:
| Allievo/a    | Prof. di riferimento | Sì | NO | Risultato         |
| ------------ | -------------------- | -- | -- | ----------------- |
| Caterina     | L. Cannito           | 0  | 3  | Eliminata         |
| Ottavio      | G. Di Michele        | 3  | 0  | Passa alla fase 2 |
| Giuseppe     | L. Cannito           | 2  | 1  | Passa alla fase 2 |
| Francesca D. | L. Cannito           | 2  | 1  | Passa alla fase 2 |

### Settimana 11

#### 10ª puntata
Durante la puntata di sabato 28 gennaio 2012 si è svolta la nona sfida a squadre che ha visto vincitrice la squadra Blu con il 37% dei voti; secondo posto alla squadra Gialla con il 32% dei voti; e infine la squadra Verde con il 31% dei voti. La squadra Verde ha visto andare in sfida la cantante Lidia Pastorello.
| PROVA    | SQUADRA BLU     | SQUADRA BLU                                | SQUADRA GIALLA     | SQUADRA GIALLA                             | SQUADRA VERDE     | SQUADRA VERDE           |
| -------- | --------------- | ------------------------------------------ | ------------------ | ------------------------------------------ | ----------------- | ----------------------- |
| I        | Gerardo         | Comparata CANTO Estranei a partire da ieri | Ottavio            | Comparata CANTO Estranei a partire da ieri | -                 | -                       |
| II       | Giuseppe        | Assolo hip-hop                             | -                  | -                                          | Nunzio            | Assolo "Medley"         |
| III      | Francesca M.    | True Colors                                | -                  | -                                          | Valeria           | Il gusto del caffè      |
| IV       | Francesca D.    | Comparata BALLO Viva la vida               | Chiara             | Comparata BALLO Viva la vida               | -                 | -                       |
| V        | -               | -                                          | Carlo              | Un passo indietro                          | Marco             | No woman no cry         |
| VI       | -               | -                                          | Josè               | Comparata BALLO Rabiosa                    | Ilario            | Comparata BALLO Rabiosa |
| VITTORIA | SQUADRA BLU 37% | SQUADRA BLU 37%                            | SQUADRA GIALLA 32% | SQUADRA GIALLA 32%                         | SQUADRA VERDE 31% | SQUADRA VERDE 31%       |
| VITTORIA | IN SFIDA: LIDIA |                                            |                    |                                            |                   |                         |

#### Daytime
Durante le puntate di lunedì 30 gennaio 2012 e martedì 31 gennaio 2012 si sono svolte anche le sfide di Valeria e Gerardo:
| PROVA                                  | VALERIA                                | MARGHERITA                             |
| Commissario esterno: Marco Mangiarotti | Commissario esterno: Marco Mangiarotti | Commissario esterno: Marco Mangiarotti |
| -------------------------------------- | -------------------------------------- | -------------------------------------- |
| I                                      | Comparata CANTO Grande, grande, grande | Comparata CANTO Grande, grande, grande |
| II                                     | Comparata CANTO Our day will come      | Comparata CANTO Our day will come      |
| III                                    | Cavallo di battaglia                   | Cavallo di battaglia                   |
| VITTORIA                               | VALERIA                                | MARGHERITA                             |

| PROVA                               | GERARDO                                  | GAETANO                                  |
| Commissario esterno: Paolo Giordano | Commissario esterno: Paolo Giordano      | Commissario esterno: Paolo Giordano      |
| ----------------------------------- | ---------------------------------------- | ---------------------------------------- |
| I                                   | Comparata CANTO Mi sono innamorato di te | Comparata CANTO Mi sono innamorato di te |
| II                                  | Cavallo di battaglia                     | Cavallo di battaglia                     |
| VITTORIA                            | GERARDO                                  | ILENIA                                   |

Inoltre durante la puntata pomeridiana di martedì 31 gennaio 2012 la ballerina Francesca Dugarte decide di passare dalla squadra Blu a quella Gialla cambiando così insegnante da Luciano Cannito ad Alessandra Celentano.
| Allieva      | Team di appartenenza | Esito          | Nuovo team di appartenenza |
| ------------ | -------------------- | -------------- | -------------------------- |
| Francesca D. | L. Cannito           | Cambio di team | A. Celentano               |

Nella puntata pomeridiana del 1º febbraio 2012 si è svolto l'esame di sbarramento per l'accesso al serale di Josè.
| Allievo | Prof. di riferimento | Sì | NO | Risultato         |
| ------- | -------------------- | -- | -- | ----------------- |
| Josè    | A. Celentano         | 2  | 1  | Passa alla fase 2 |

### Settimana 12

#### 11ª puntata
Durante la puntata di sabato 4 febbraio 2012 si è svolta la decima sfida a squadre che ha visto vincitrice la squadra Blu con il 57% dei voti; secondo posto alla squadra Gialla con il 23% dei voti; e infine la squadra Verde con il 20% dei voti. La squadra Verde ha visto andare in sfida la cantante Valeria Romitelli.
| PROVA    | SQUADRA BLU       | SQUADRA BLU                | SQUADRA GIALLA     | SQUADRA GIALLA               | SQUADRA VERDE     | SQUADRA VERDE                |
| -------- | ----------------- | -------------------------- | ------------------ | ---------------------------- | ----------------- | ---------------------------- |
| I        | -                 | -                          | -                  | -                            | Marco             | Insieme a te sto bene        |
| II       | Gerardo           | E penso a te               | -                  | -                            | Marco             | Tappeto di fragole           |
| III      | -                 | -                          | Josè               | Comparata BALLO Rumor has it | Nunzio            | Comparata BALLO Rumor has it |
| IV       | Claudia           | At last                    | Ottavio            | The lady is a tramp          | -                 | -                            |
| V        | Giuseppe          | Comparata BALLO Libertango | Francesca D.       | Comparata BALLO Libertango   | -                 | -                            |
| VITTORIA | SQUADRA BLU 57%   | SQUADRA BLU 57%            | SQUADRA GIALLA 23% | SQUADRA GIALLA 23%           | SQUADRA VERDE 20% | SQUADRA VERDE 20%            |
| VITTORIA | IN SFIDA: VALERIA |                            |                    |                              |                   |                              |

Tra la diretta di sabato 4 febbraio 2012 e la puntata pomeridiana di lunedì 6 febbraio 2012 si è svolta la sfida di Lidia.
| PROVA                                  | LIDIA                                  | STEFANO                                |
| Commissario esterno: Marco Mangiarotti | Commissario esterno: Marco Mangiarotti | Commissario esterno: Marco Mangiarotti |
| -------------------------------------- | -------------------------------------- | -------------------------------------- |
| I                                      | Comparata CANTO Ti lascio una canzone  | Comparata CANTO Ti lascio una canzone  |
| II                                     | Cavallo di battaglia                   | Cavallo di battaglia                   |
| III                                    | Comparata CANTO Destinazione paradiso  | Comparata CANTO Destinazione paradiso  |
| IV                                     | Cavallo di battaglia                   | Cavallo di battaglia                   |
| VITTORIA                               | STEFANO                                | LIDIA                                  |

#### Daytime
Nella puntata pomeridiana del 7 febbraio 2012 c'è stato il cambio squadra tra la cantante Claudia Casciaro e il cantautore Stefano Marletta voluta dall'insegnante di canto Mara Maionchi.
| Allievo/a | Team di appartenenza | Esito          | Nuovo team di appartenenza |
| --------- | -------------------- | -------------- | -------------------------- |
| Claudia   | M. Maionchi          | Cambio di team | R. Zerbi                   |
| Stefano   | R. Zerbi             | Cambio di team | M. Maionchi                |

Inoltre, durante la medesima puntata, la commissione ha deciso di mandare in sfida il cantautore Gerardo Pulli come provvedimento disciplinare.
Nella puntata pomeridiana di giovedì 9 febbraio 2012 c'è stata la presentazione del ballerino Jonathan Dante Gerlo che entra di diritto nella squadra Blu come ballerino per volere dell'insegnante di danza Luciano Cannito.
| Allievo  | Team di appartenenza | Esito            |
| -------- | -------------------- | ---------------- |
| Jonathan | L. Cannito           | Ottiene il banco |

Inoltre nelle puntate pomeridiane di giovedì 9 febbraio 2012 e venerdì 10 febbraio 2012 si sono svolti gli esami di sbarramento per l'accesso al serale di Ilario e Nunzio.
| Allievo | Prof. di riferimento | Sì | NO | Risultato         |
| ------- | -------------------- | -- | -- | ----------------- |
| Ilario  | Garrison             | 0  | 3  | Eliminato         |
| Nunzio  | Garrison             | 2  | 1  | Passa alla fase 2 |

### Settimana 13

#### 12ª puntata
Durante la puntata di sabato 11 febbraio 2012 si è svolta l'undicesima sfida a squadre che ha visto vincitrice la squadra Blu con il 38% dei voti; secondo posto alla squadra Gialla con il 32% dei voti; e infine la squadra Verde con il 30% dei voti. La squadra Verde ha visto andare in sfida la cantante Claudia Casciaro.
| PROVA    | SQUADRA BLU       | SQUADRA BLU                        | SQUADRA GIALLA     | SQUADRA GIALLA               | SQUADRA VERDE     | SQUADRA VERDE              |
| -------- | ----------------- | ---------------------------------- | ------------------ | ---------------------------- | ----------------- | -------------------------- |
| I        | -                 | -                                  | -                  | -                            | Marco             | One                        |
| II       | Jonathan          | Variazione Tchaikovsky Pas de Deux | Josè               | Crunk de Gaulle              | -                 | -                          |
| III      | Stefano           | Rosso (inedito)                    | Ottavio            | Lei                          | -                 | -                          |
| IV       | Giuseppe          | Comparata BALLO Danza Kuduro       | Josè               | Comparata BALLO Danza Kuduro | -                 | -                          |
| V        | Gerardo           | A te                               | Carlo              | Greatest Love Of All         | -                 | -                          |
| VI       | -                 | -                                  | Chiara             | Comparata BALLO Mi Corazón   | Nunzio            | Comparata BALLO Mi Corazón |
| VII      | Francesca M.      | What A Difference A Day Makes      | -                  | -                            | Claudia           | Le tasche piene di sassi   |
| VIII     | Giuseppe          | Radiophone                         | Pamela             | E non finisce mica il cielo  | Valeria           | Quando quando quando       |
| VITTORIA | SQUADRA BLU 38%   | SQUADRA BLU 38%                    | SQUADRA GIALLA 32% | SQUADRA GIALLA 32%           | SQUADRA VERDE 30% | SQUADRA VERDE 30%          |
| VITTORIA | IN SFIDA: CLAUDIA |                                    |                    |                              |                   |                            |

Tra la diretta di sabato 11 febbraio 2012 e le puntate pomeridiane di lunedì 13 febbraio 2012 e martedì 14 febbraio 2012 si è svolta la sfida di Gerardo.
| PROVA                                  | GERARDO                                | LUCA                                   |
| Commissario esterno: Marco Mangiarotti | Commissario esterno: Marco Mangiarotti | Commissario esterno: Marco Mangiarotti |
| -------------------------------------- | -------------------------------------- | -------------------------------------- |
| I                                      | Comparata CANTO Generale               | Comparata CANTO Generale               |
| II                                     | Cavallo di battaglia                   | Cavallo di battaglia                   |
| III                                    | Comparata CANTO Una su un milione      | Comparata CANTO Una su un milione      |
| IV                                     | Cavallo di battaglia                   | Cavallo di battaglia                   |
| VITTORIA                               | GERARDO                                | LUCA                                   |

#### Daytime
Nelle puntate pomeridiane tra il 14 e il 15 febbraio e del 17 febbraio 2012 si sono svolti gli esami di sbarramento per l'accesso al serale di Pamela e Francesca.
| Allieva   | Prof. di riferimento | Sì | NO | Risultato         |
| --------- | -------------------- | -- | -- | ----------------- |
| Pamela    | G. Di Michele        | 0  | 3  | Eliminata         |
| Francesca | M. Maionchi          | 1  | 2  | Passa alla fase 2 |

Inoltre nella puntata pomeridiana di giovedì 16 febbraio 2012 si è svolta la sfida di Valeria.
| PROVA                                 | VALERIA                               | ROBERTA                               |
| Commissario esterno: Romano Musumarra | Commissario esterno: Romano Musumarra | Commissario esterno: Romano Musumarra |
| ------------------------------------- | ------------------------------------- | ------------------------------------- |
| I                                     | Cavallo di battaglia                  | Cavallo di battaglia                  |
| II                                    | Comparata CANTO Cuore                 | Comparata CANTO Cuore                 |
| III                                   | Comparata CANTO Set fire to the rain  | Comparata CANTO Set fire to the rain  |
| IV                                    | Cavallo di battaglia                  | Cavallo di battaglia                  |
| VITTORIA                              | VALERIA                               | ROBERTA                               |

### Settimana 14

#### 13ª puntata
Durante la puntata di sabato 18 febbraio 2012 si è svolta la dodicesima sfida a squadre che ha visto vincitrice la squadra Gialla con il 37% dei voti; secondo posto alla squadra Blu con il 34% dei voti; e infine la squadra Verde con il 29% dei voti. La squadra Verde ha visto andare in sfida il cantautore Marco Castelluzzo.
| PROVA    | SQUADRA BLU        | SQUADRA BLU                     | SQUADRA GIALLA  | SQUADRA GIALLA               | SQUADRA VERDE     | SQUADRA VERDE     |
| -------- | ------------------ | ------------------------------- | --------------- | ---------------------------- | ----------------- | ----------------- |
| I        | -                  | -                               | -               | -                            | Valeria           | Non gioco più     |
| II       | Giuseppe           | Comparata BALLO Candy Shop      | Josè            | Comparata BALLO Candy Shop   | -                 | -                 |
| III      | Stefano e Gerardo  | Parlami attraverso te (inedito) | Ottavio e Carlo | I've Got You Under My Skin   | -                 | -                 |
| IV       | Giuseppe           | Comparata BALLO Danza Kuduro    | Francesca D.    | Comparata BALLO Danza Kuduro | -                 | -                 |
| V        | -                  | -                               | Ottavio         | Every breath you take        | Claudia           | Sway              |
| VI       | Francesca M.       | Over the rainbow                | -               | -                            | Marco             | Come together     |
| VII      | Giuseppe           | Comparata BALLO Americano       | Chiara          | Comparata BALLO Americano    | -                 | -                 |
| VITTORIA | SQUADRA GIALLA 37% | SQUADRA GIALLA 37%              | SQUADRA BLU 34% | SQUADRA BLU 34%              | SQUADRA VERDE 29% | SQUADRA VERDE 29% |
| VITTORIA | IN SFIDA: CLAUDIA  |                                 |                 |                              |                   |                   |

Tra la diretta di sabato 18 febbraio 2012 e la puntata pomeridiana di lunedì 20 febbraio 2012 si è svolto l'esame di sbarramento per l'accesso al serale di Carlo.
| Allievo | Prof. di riferimento | Sì | NO | Risultato         |
| ------- | -------------------- | -- | -- | ----------------- |
| Carlo   | G. Di Michele        | 2  | 1  | Passa alla fase 2 |

#### Daytime
Nella puntata pomeridiana di lunedì 20 febbraio 2012 c'è stata la presentazione del ballerino Valentin Stoica che entra di diritto nella squadra Blu come ballerino per volere dell'insegnante di danza Luciano Cannito.
| Allievo  | Team di appartenenza | Esito            |
| -------- | -------------------- | ---------------- |
| Valentin | L. Cannito           | Ottiene il banco |

Tra la puntata pomeridiana di lunedì 20 febbraio 2012 e la puntata pomeridiana di martedì 21 febbraio 2012 si è svolta anche la sfida di Claudia.
| PROVA                                 | CLAUDIA                               | MARIANGELA                            |
| Commissario esterno: Romano Musumarra | Commissario esterno: Romano Musumarra | Commissario esterno: Romano Musumarra |
| ------------------------------------- | ------------------------------------- | ------------------------------------- |
| I                                     | Cavallo di battaglia                  | Cavallo di battaglia                  |
| II                                    | Comparata CANTO Una ragione di più    | Comparata CANTO Una ragione di più    |
| III                                   | Cavallo di battaglia                  | Cavallo di battaglia                  |
| IV                                    | Comparata CANTO Get the party started | Comparata CANTO Get the party started |
| VITTORIA                              | CLAUDIA                               | MARIANGELA                            |

Nelle Puntate Pomeridiane dal 22 al 24 febbraio 2012 si sono svolti gli esami di sbarramento per l'accesso al serale di Valeria e Chiara.
| Allieva | Prof. di riferimento | Sì | NO | Risultato         |
| ------- | -------------------- | -- | -- | ----------------- |
| Valeria | R. Zerbi             | 3  | 0  | Passa alla fase 2 |
| Chiara  | A. Celentano         | 0  | 3  | Eliminata         |

### Settimana 15

#### 14ª puntata
Nella diretta di sabato 25 febbraio 2012, prima della sfida a squadre, si è svolta la sfida di Marco.
| PROVA                            | MARCO                            | ANTONIO                          |
| Commissario esterno: Fio Zanotti | Commissario esterno: Fio Zanotti | Commissario esterno: Fio Zanotti |
| -------------------------------- | -------------------------------- | -------------------------------- |
| I                                | Cavallo di battaglia             | Cavallo di battaglia             |
| II                               | Comparata CANTO She's the one    | Comparata CANTO She's the one    |
| III                              | Cavallo di battaglia             | Cavallo di battaglia             |
| VITTORIA                         | MARCO                            | ANTONIO                          |

Inoltre tra la diretta di sabato 25 febbraio 2012 e la puntata pomeridiana di lunedì 27 febbraio 2012 si è svolta la tredicesima sfida a squadre che ha visto vincitrice la squadra Verde, secondo posto alla squadra Blu e terzo posto alla squadra Gialla. La sfida non è stata giudicata dal televoto bensì da due commissari esterni: Fio Zanotti per il canto e Stephane Fournial per la danza. La squadra Gialla ha visto andare in sfida il cantante Ottavio De Stefano. 
| PROVA                                                             | SQUADRA BLU                                                       | SQUADRA BLU                                                       | SQUADRA GIALLA                                                    | SQUADRA GIALLA                                                    | SQUADRA VERDE                                                     | SQUADRA VERDE                                                     | VANTAGGIO |
| Commissari esterni: Fio Zanotti (canto) Stephane Fournial (ballo) | Commissari esterni: Fio Zanotti (canto) Stephane Fournial (ballo) | Commissari esterni: Fio Zanotti (canto) Stephane Fournial (ballo) | Commissari esterni: Fio Zanotti (canto) Stephane Fournial (ballo) | Commissari esterni: Fio Zanotti (canto) Stephane Fournial (ballo) | Commissari esterni: Fio Zanotti (canto) Stephane Fournial (ballo) | Commissari esterni: Fio Zanotti (canto) Stephane Fournial (ballo) | VANTAGGIO |
| ----------------------------------------------------------------- | ----------------------------------------------------------------- | ----------------------------------------------------------------- | ----------------------------------------------------------------- | ----------------------------------------------------------------- | ----------------------------------------------------------------- | ----------------------------------------------------------------- | --------- |
| I                                                                 | Jonathan                                                          | Sexy and I know it                                                | Josè e Francesca D.                                               | Variazione Flammes de Paris                                       | Nunzio                                                            | Fix you                                                           | Jonathan  |
| II                                                                | Gerardo                                                           | Un'estate fa                                                      | Carlo                                                             | Wake Me Up Before You Go-Go                                       | -                                                                 | -                                                                 | Gerardo   |
| III                                                               | Yunieska                                                          | Comparata BALLO Tango sul mare                                    | Daniele                                                           | Comparata BALLO Tango sul mare                                    | -                                                                 | -                                                                 | Valentin  |
| IV                                                                | -                                                                 | -                                                                 | Ottavio                                                           | Il mondo                                                          | Marco                                                             | Hotel California                                                  | Ottavio   |
| V                                                                 | Jonathan                                                          | Seventeen years                                                   | -                                                                 | -                                                                 | Nunzio                                                            | Rodeo clowns                                                      | Nunzio    |
| VI                                                                | -                                                                 | -                                                                 | -                                                                 | -                                                                 | Valeria                                                           | Ogni mio istante                                                  | -         |
| VITTORIA                                                          | SQUADRA VERDE                                                     | SQUADRA VERDE                                                     | SQUADRA BLU                                                       | SQUADRA BLU                                                       | SQUADRA GIALLA                                                    | SQUADRA GIALLA                                                    |           |
| VITTORIA                                                          | IN SFIDA: OTTAVIO                                                 |                                                                   |                                                                   |                                                                   |                                                                   |                                                                   |           |

Inoltre, durante la medesima puntata, il cantautore Gerardo Pulli viene sospeso per una settimana come provvedimento disciplinare. Infine viene annunciato che il ballerino Giuseppe a causa di un infortunio non potrà ballare per due settimane.

#### Daytime
I migliori della settimana, secondo i voti assegnati dai due commissari esterni presenti alla sfida a squadre, sono risultati il cantante Ottavio, la cantante Valeria e il ballerino Jonathan. I peggiori della settimana sono invece risultati il cantante Carlo e il ballerino Josè.
Nella puntata pomeridiana di giovedì 1º marzo 2012 si è svolto l'esame di sbarramento per l'accesso al serale di Marco.
| Allievo | Prof. di riferimento | Sì | NO | Risultato         |
| ------- | -------------------- | -- | -- | ----------------- |
| Marco   | R. Zerbi             | 3  | 0  | Passa alla fase 2 |

### Settimana 16

#### 15ª puntata
Nella diretta di sabato 3 marzo 2012, prima della sfida a squadre, si è svolta la sfida di Ottavio.
| PROVA                               | OTTAVIO                              | RUBEN                                |
| Commissario esterno: Paolo Giordano | Commissario esterno: Paolo Giordano  | Commissario esterno: Paolo Giordano  |
| ----------------------------------- | ------------------------------------ | ------------------------------------ |
| I                                   | Cavallo di battaglia                 | Cavallo di battaglia                 |
| II                                  | Comparata CANTO L'immensità          | Comparata CANTO L'immensità          |
| III                                 | Comparata CANTO Quando quando quando | Comparata CANTO Quando quando quando |
| IV                                  | Cavallo di battaglia                 | Cavallo di battaglia                 |
| VITTORIA                            | OTTAVIO                              | RUBEN                                |

Inoltre tra la diretta di sabato 3 marzo 2012 e le puntate pomeridiane di lunedì 5 marzo 2012 e di martedì 6 marzo 2012 si è svolta la quattordicesima sfida a squadre che ha visto vincitrice la squadra Verde, secondo posto alla squadra Blu e terzo posto alla squadra Gialla. La sfida è stata giudicata da due commissari esterni: Fio Zanotti per il canto e Stephane Fournial per la danza. La squadra Gialla ha visto andare in sfida la ballerina Francesca Dugarte, il ballerino Josè Becerra Alvarez (peggiore della settimana tra i ballerini) e il cantante Carlo Alberto Di Micco (peggiore della settimana tra i cantanti).
| PROVA                                                             | SQUADRA BLU                                                       | SQUADRA BLU                                                       | SQUADRA GIALLA                                                    | SQUADRA GIALLA                                                    | SQUADRA VERDE                                                     | SQUADRA VERDE                                                     | VANTAGGIO |
| Commissari esterni: Fio Zanotti (canto) Stephane Fournial (ballo) | Commissari esterni: Fio Zanotti (canto) Stephane Fournial (ballo) | Commissari esterni: Fio Zanotti (canto) Stephane Fournial (ballo) | Commissari esterni: Fio Zanotti (canto) Stephane Fournial (ballo) | Commissari esterni: Fio Zanotti (canto) Stephane Fournial (ballo) | Commissari esterni: Fio Zanotti (canto) Stephane Fournial (ballo) | Commissari esterni: Fio Zanotti (canto) Stephane Fournial (ballo) | VANTAGGIO |
| ----------------------------------------------------------------- | ----------------------------------------------------------------- | ----------------------------------------------------------------- | ----------------------------------------------------------------- | ----------------------------------------------------------------- | ----------------------------------------------------------------- | ----------------------------------------------------------------- | --------- |
| I                                                                 | Jonathan                                                          | Yeah x3                                                           | Josè e Francesca D.                                               | Variazione Grand Pas Classique                                    | -                                                                 | -                                                                 | Jonathan  |
| II                                                                | Stefano                                                           | Giudizi universali                                                | Carlo                                                             | I believe I can fly                                               | -                                                                 | -                                                                 | Stefano   |
| III                                                               | -                                                                 | -                                                                 | Josè                                                              | Comparata BALLO Ai se eu te pego                                  | Nunzio                                                            | Comparata BALLO Ai se eu te pego                                  | Nunzio    |
| IV                                                                | Stefano                                                           | Rosso (inedito)                                                   | -                                                                 | -                                                                 | Marco                                                             | Portami in Africa                                                 | Stefano   |
| V                                                                 | Valentin                                                          | Comparata BALLO Whatever happens                                  | Josè                                                              | Comparata BALLO Whatever happens                                  | -                                                                 | -                                                                 | Valentin  |
| VI                                                                | -                                                                 | -                                                                 | Ottavio                                                           | Desperado                                                         | Valeria                                                           | Let the music play                                                | Ottavio   |
| VII                                                               | Jonathan                                                          | Dupstep mix                                                       | -                                                                 | -                                                                 | Nunzio                                                            | Hyper-ballad                                                      | Nunzio    |
| VIII                                                              | -                                                                 | -                                                                 | -                                                                 | -                                                                 | Claudia                                                           | Fortissimo                                                        | -         |
| VITTORIA                                                          | SQUADRA VERDE                                                     | SQUADRA VERDE                                                     | SQUADRA BLU                                                       | SQUADRA BLU                                                       | SQUADRA GIALLA                                                    | SQUADRA GIALLA                                                    |           |
| VITTORIA                                                          | IN SFIDA: FRANCESCA D., JOSÈ, CARLO                               |                                                                   |                                                                   |                                                                   |                                                                   |                                                                   |           |

#### Daytime
I migliori della settimana, secondo i voti assegnati dai due commissari esterni presenti alla sfida a squadre, sono risultati il cantante Ottavio, il cantautore Stefano e il ballerino Nunzio. I peggiori della settimana sono invece risultati il cantante Carlo e il ballerino Josè, che sono stati messi in sfida per volere della produzione.
Nella puntata pomeridiana di giovedì 1º marzo 2012 si è svolto l'esame di sbarramento per l'accesso al serale di Stefano.
| Allievo | Prof. di riferimento | Sì | NO | Risultato         |
| ------- | -------------------- | -- | -- | ----------------- |
| Stefano | M. Maionchi          | 3  | 0  | Passa alla fase 3 |

### Settimana 17

#### 16ª puntata
Tra la diretta di sabato 10 marzo 2012 e la puntata pomeridiana di lunedì 12 marzo 2012 si è svolta la quindicesima sfida a squadre che ha visto vincitrice la squadra Gialla, secondo posto alla squadra Blu e terzo posto alla squadra Verde.
| PROVA                                                                   | SQUADRA BLU                                                             | SQUADRA BLU                                                             | SQUADRA GIALLA                                                          | SQUADRA GIALLA                                                          | SQUADRA VERDE                                                           | SQUADRA VERDE                                                           | VANTAGGIO |
| Commissari esterni: Andrea Laffranchi (canto) Stephane Fournial (ballo) | Commissari esterni: Andrea Laffranchi (canto) Stephane Fournial (ballo) | Commissari esterni: Andrea Laffranchi (canto) Stephane Fournial (ballo) | Commissari esterni: Andrea Laffranchi (canto) Stephane Fournial (ballo) | Commissari esterni: Andrea Laffranchi (canto) Stephane Fournial (ballo) | Commissari esterni: Andrea Laffranchi (canto) Stephane Fournial (ballo) | Commissari esterni: Andrea Laffranchi (canto) Stephane Fournial (ballo) | VANTAGGIO |
| ----------------------------------------------------------------------- | ----------------------------------------------------------------------- | ----------------------------------------------------------------------- | ----------------------------------------------------------------------- | ----------------------------------------------------------------------- | ----------------------------------------------------------------------- | ----------------------------------------------------------------------- | --------- |
| I                                                                       | Francesca M.                                                            | Sunrise                                                                 | Ottavio                                                                 | Di te ho bisogno (inedito)                                              | -                                                                       | -                                                                       | Ottavio   |
| II                                                                      | Giuseppe                                                                | Skin                                                                    | -                                                                       | -                                                                       | Nunzio                                                                  | Daydreamer                                                              | Giuseppe  |
| III                                                                     | Gerardo                                                                 | Rimmel                                                                  | -                                                                       | -                                                                       | Marco                                                                   | Goodbye Philadelphia                                                    | Gerardo   |
| IV                                                                      | Jonathan                                                                | Dex                                                                     | Josè                                                                    | Variazione Lo schiaccianoci                                             | -                                                                       | -                                                                       | Josè      |
| V                                                                       | -                                                                       | -                                                                       | Ruben                                                                   | Just the way you are                                                    | Claudia                                                                 | Il cuore è uno zingaro                                                  | Ruben     |
| IV                                                                      | -                                                                       | -                                                                       | Nunzio                                                                  | Comparata BALLO Tango Taysikuu                                          | Josè                                                                    | Comparata BALLO Tango Taysikuu                                          | Josè      |
| VITTORIA                                                                | SQUADRA GIALLA                                                          | SQUADRA GIALLA                                                          | SQUADRA BLU                                                             | SQUADRA BLU                                                             | SQUADRA VERDE                                                           | SQUADRA VERDE                                                           |           |
| VITTORIA                                                                | IN SFIDA: CLAUDIA                                                       |                                                                         |                                                                         |                                                                         |                                                                         |                                                                         |           |

I migliori della settimana, secondo i voti assegnati dai due commissari esterni presenti alla sfida a squadre, sono risultati il cantante Ottavio, il ballerino Giuseppe e il ballerino Josè. I peggiori della settimana sono invece risultati la cantante Francesca M. e il ballerino Nunzio.
Nella stessa puntata si è svolta la sfida di Francesca D.
| PROVA                                  | FRANCESCA D.                           | NICOLE                                 |
| Commissario esterno: Stephane Fournial | Commissario esterno: Stephane Fournial | Commissario esterno: Stephane Fournial |
| -------------------------------------- | -------------------------------------- | -------------------------------------- |
| I                                      | Cavallo di battaglia                   | Cavallo di battaglia                   |
| II                                     | Cavallo di battaglia                   | Cavallo di battaglia                   |
| III                                    | Comparata BALLO Tango                  | Comparata BALLO Tango                  |
| VITTORIA                               | FRANCESCA D.                           | NICOLE                                 |

Successivamente si è svolto l'esame di sbarramento per l'accesso al serale di Gerardo e Jonathan.
| Allievo  | Prof. di riferimento | Sì | NO | Risultato         |
| -------- | -------------------- | -- | -- | ----------------- |
| Gerardo  | M. Maionchi          | 2  | 1  | Passa alla fase 2 |
| Jonathan | L. Cannito           | 2  | 1  | Passa alla fase 2 |

#### Daytime
Nel daytime di martedì 13 marzo 2012 si è svolta la sfida di Carlo.
| PROVA                                  | CARLO                                  | STEFANO                                |
| Commissario esterno: Marco Mangiarotti | Commissario esterno: Marco Mangiarotti | Commissario esterno: Marco Mangiarotti |
| -------------------------------------- | -------------------------------------- | -------------------------------------- |
| I                                      | Cavallo di battaglia                   | Cavallo di battaglia                   |
| II                                     | Comparata BALLO Tracce di te           | Comparata BALLO Tracce di te           |
| III                                    | Cavallo di battaglia                   | Cavallo di battaglia                   |
| IV                                     | Prova a cappella                       | Prova a cappella                       |
| VITTORIA                               | CARLO                                  | STEFANO                                |

Tra il 14 e il 15 marzo 2012 si è svolto l'esame di sbarramento per l'accesso al serale di Gerardo e Jonathan.
| Allievo | Prof. di riferimento | Sì | NO | FORSE | Risultato         |
| ------- | -------------------- | -- | -- | ----- | ----------------- |
| Gerardo | L. Cannito           | 2  | 0  | 1     | Passa alla fase 2 |
| Ruben   | G. Di Michele        | 1  | 1  | 1     | Passa alla fase 2 |
| Claudia | R. Zerbi             | 2  | 1  | 0     | Passa alla fase 2 |

Nel daytime di venerdì 16 marzo si sono svolte le sfide di Claudia e Josè.
| PROVA                                  | CLAUDIA                                | JESSICA                                |
| Commissario esterno: Marco Mangiarotti | Commissario esterno: Marco Mangiarotti | Commissario esterno: Marco Mangiarotti |
| -------------------------------------- | -------------------------------------- | -------------------------------------- |
| I                                      | Cavallo di battaglia                   | Cavallo di battaglia                   |
| II                                     | Comparata BALLO La tua ragazza sempre  | Comparata BALLO La tua ragazza sempre  |
| III                                    | Cavallo di battaglia                   | Cavallo di battaglia                   |
| VITTORIA                               | CLAUDIA                                | JESSICA                                |

| PROVA                                 | JOSÈ                                  | DANIEL                                |
| Commissario esterno: Roberto Fascilla | Commissario esterno: Roberto Fascilla | Commissario esterno: Roberto Fascilla |
| ------------------------------------- | ------------------------------------- | ------------------------------------- |
| I                                     | Cavallo di battaglia                  | Cavallo di battaglia                  |
| II                                    | Cavallo di battaglia                  | Cavallo di battaglia                  |
| III                                   | Comparata BALLO Tangonator            | Comparata BALLO Tangonator            |
| VITTORIA                              | JOSÈ                                  | DANIEL                                |

### Settimana 18

#### 17ª puntata
Dalla puntata di sabato 17 marzo 2018 iniziano gli esami di sbarramento per accedere alla fase 3: chi otterrà 3 "sì" accederà automaticamente al serale.
| Allievo/a    | Prof. di riferimento | Sì | NO | Risultato         |
| ------------ | -------------------- | -- | -- | ----------------- |
| Giuseppe     | L. Cannito           | 2  | 1  | Passa alla fase 3 |
| Valeria      | R. Zerbi             | 3  | 0  | Accede al serale  |
| Nunzio       | Garrison             | 1  | 2  | Passa alla fase 3 |
| Carlo        | G. Di Michele        | 1  | 2  | Passa alla fase 3 |
| Josè         | A. Celentano         | 1  | 2  | Passa alla fase 3 |
| Stefano      | M. Maionchi          | 2  | 1  | Passa alla fase 3 |
| Jonathan     | L. Cannito           | 2  | 1  | Passa alla fase 3 |
| Gerardo      | M. Maionchi          | 2  | 0  | Passa alla fase 3 |
| Francesca D. | A. Celentano         | 2  | 1  | Passa alla fase 3 |
| Ottavio      | G. Di Michele        | 2  | 1  | Passa alla fase 3 |
| Claudia      | R. Zerbi             | 1  | 2  | Passa alla fase 3 |
| Valentin     | L. Cannito           | 2  | 1  | Passa alla fase 3 |
| Marco        | R. Zerbi             | 1  | 2  | Passa alla fase 3 |
| Ruben        | G. Di Michele        | 1  | 2  | Passa alla fase 3 |
| Francesca M. | M. Maionchi          | 1  | 2  | Passa alla fase 3 |

#### Daytime
Nel daytime di mercoledì 21 marzo 2012, Luca Zanforlin comunica che, per volere della produzione, ogni professore potrà scegliere di portare al serale un allievo a testa.
| Allievo/a    | Prof. di riferimento | Risultato                                |
| ------------ | -------------------- | ---------------------------------------- |
| Nunzio       | Garrison             | Accede al serale scelto da Garrison      |
| Ruben        | G. Di Michele        | Non accede al serale                     |
| Ottavio      | G. Di Michele        | Non accede al serale                     |
| Carlo        | G. Di Michele        | Accede al serale scelto da G. Di Michele |
| Josè         | A. Celentano         | Accede al serale scelto da A. Celentano  |
| Francesca D. | A. Celentano         | Non accede al serale                     |

### Settimana 19

#### 18ª puntata
Nella diretta del 24 marzo 2012, visto che non si è raggiunto il numero massimo di 9 posti a causa della non unanimità degli insegnanti, la produzione ha deciso che il numero di allievi che passeranno al Serale è di 14.
| Allievo/a    | Prof. di riferimento | Sì | NO | Risultato                              |
| ------------ | -------------------- | -- | -- | -------------------------------------- |
| Giuseppe     | L. Cannito           | 2  | 1  | Accede al serale                       |
| Stefano      | M. Maionchi          | 2  | 1  | Accede al serale                       |
| Jonathan     | L. Cannito           | 2  | 1  | Accede al serale                       |
| Gerardo      | M. Maionchi          | 2  | 1  | Accede al serale                       |
| Francesca D. | A. Celentano         | 2  | 1  | Accede al serale                       |
| Ottavio      | G. Di Michele        | 2  | 1  | Accede al serale                       |
| Claudia      | R. Zerbi             | 3  | 0  | Accede al serale                       |
| Valentin     | L. Cannito           | -  | -  | Accede al serale scelto da L. Cannito  |
| Marco        | R. Zerbi             | 3  | 0  | Accede al serale                       |
| Ruben        | G. Di Michele        | -  | -  | Eliminato                              |
| Francesca M. | M. Maionchi          | -  | -  | Accede al serale scelta da M. Maionchi |

## Allievi al serale
| Carlo Alberto Di Micco | GIALLA | Francesca Dugarte       | GIALLA | Alessandra Amoroso (Amici 8)  |
| Claudia Casciaro       | VERDE  | Giuseppe Giofrè         | BLU    | Annalisa Scarrone (Amici 10)  |
| Francesca Mariani      | BLU    | Jonathan Gerlo          | BLU    | Antonino Spadaccino (Amici 4) |
| Gerardo Pulli          | BLU    | Josè Becerra            | GIALLA | Emma Marrone (Amici 9)        |
| Marco Castelluzzo      | VERDE  | Nunzio Perricone        | VERDE  | Karima Ammar (Amici 6)        |
| Ottavio De Stefano     | GIALLA | Valentin Stoica         | BLU    | Marco Carta (Amici 7)         |
| Stefano Marletta       | BLU    |                         |        | Pierdavide Carone (Amici 9)   |
| Valeria Romitelli      | VERDE  | Valerio Scanu (Amici 8) |        |                               |
|                        |        |                         |        |                               |

## Ricapitolazione esami di sbarramento
Legenda:
     Non passa al serale

     Passa l'esame

     Passa al serale
| PRIMA FASE             | PRIMA FASE |                        | SECONDA FASE | SECONDA FASE           |           | TERZA FASE | TERZA FASE |
| Allievo/a              | Esito      | Allievo/a              | Esito        | Allievo/a              | Esito     |            |            |
| Alessandra Procacci    | Non passa  | Giuseppe Giofrè        | Passa        | Nunzio Perricone       | Passa     |            |            |
| Caterina Licini        | Non passa  | Valeria Romitelli      | Passa        | Carlo Alberto Di Micco | Passa     |            |            |
| Ottavio De Stefano     | Passa      | Nunzio Perricone       | Passa        | Josè Becerra           | Passa     |            |            |
| Giuseppe Giofrè        | Passa      | Carlo Alberto Di Micco | Passa        | Valentin Stoica        | Passa     |            |            |
| Francesca Dugarte      | Passa      | Josè Becerra           | Passa        | Francesca Mariani      | Passa     |            |            |
| Josè Becerra           | Passa      | Stefano Marletta       | Passa        | Ottavio De Stefano     | Passa     |            |            |
| Ilario Frigione        | Non passa  | Jonathan Dante Gerlo   | Passa        | Francesca Dugarte      | Passa     |            |            |
| Nunzio Perricone       | Passa      | Gerardo Pulli          | Passa        | Giuseppe Giofrè        | Passa     |            |            |
| Pamela Gueli           | Non passa  | Francesca Dugarte      | Passa        | Jonathan Dante Gerlo   | Passa     |            |            |
| Francesca Mariani      | Passa      | Ottavio De Stefano     | Passa        | Gerardo Pulli          | Passa     |            |            |
| Carlo Alberto Di Micco | Passa      | Claudia Casciaro       | Passa        | Stefano Marletta       | Passa     |            |            |
| Valeria Romitelli      | Passa      | Valentin Stoica        | Passa        | Ruben Felipe Mendes    | Non passa |            |            |
| Chiara Giuli           | Non passa  | Marco Castelluzzo      | Passa        | Claudia Casciaro       | Passa     |            |            |
| Marco Castelluzzo      | Passa      | Ruben Felipe Mendes    | Passa        | Marco Castelluzzo      | Passa     |            |            |
| Stefano Marletta       | Passa      | Francesca Mariani      | Passa        |                        |           |            |            |
| Gerardo Pulli          | Passa      |                        |              |                        |           |            |            |
| Jonathan Dante Gerlo   | Passa      |                        |              |                        |           |            |            |
| Valentin Stoica        | Passa      |                        |              |                        |           |            |            |
| Ruben Felipe Mendes    | Passa      |                        |              |                        |           |            |            |
| Claudia Casciaro       | Passa      |                        |              |                        |           |            |            |

## Ascolti

### Amici- Le Audizioni
| Puntata | Messa in onda   | Telespettatori | Share  |
| ------- | --------------- | -------------- | ------ |
| 1       | 1º ottobre 2011 | 3 132 000      | 20,84% |
| 2       | 8 ottobre 2011  | 3 382 000      | 20,81% |
| 3       | 15 ottobre 2011 | 3 595 000      | 22,04% |
| 4       | 22 ottobre 2011 | 3 663 000      | 22,16% |
| 5       | 29 ottobre 2011 | 3 527 000      | 22,07% |
| Media   | Media           | 3 460 000      | 21,59% |

### Amici- Speciale del sabato
| Puntata | Messa in onda    | Telespettatori | Share  |
| ------- | ---------------- | -------------- | ------ |
| 1       | 5 novembre 2011  | 4 007 000      | 22,94% |
| 2       | 12 novembre 2011 | 3 821 000      | 22,09% |
| 3       | 19 novembre 2011 | 3 444 000      | 20,96% |
| 4       | 26 novembre 2011 | 3 554 000      | 21,54% |
| 5       | 3 dicembre 2011  | 3 452 000      | 19,97% |
| 6       | 10 dicembre 2011 | 3 356 000      | 21,07% |
| 7       | 17 dicembre 2011 | 3 412 000      | 20,67% |
| 8       | 14 gennaio 2012  | 3 317 000      | 18,61% |
| 9       | 21 gennaio 2012  | 3 363 000      | 19,27% |
| 10      | 28 gennaio 2012  | 3 756 000      | 20,77% |
| 11      | 4 febbraio 2012  | 3 901 000      | 19,69% |
| 12      | 11 febbraio 2012 | 4 062 000      | 20,11% |
| 13      | 18 febbraio 2012 | 3 450 000      | 19,14% |
| 14      | 25 febbraio 2012 | 3 567 000      | 21,72% |
| 15      | 3 marzo 2012     | 3 683 000      | 23,11% |
| 16      | 10 marzo 2012    | 3 781 000      | 23,07% |
| 17      | 17 marzo 2012    | 3 627 000      | 22,81% |
| 18      | 24 marzo 2012    | 3 513 000      | 22,66% |
| Media   | Media            | 3 614 000      | 21,12% |

### Amici- Day-time
In questa tabella sono indicati i risultati in termini di ascolto della striscia quotidiana andata in onda dal lunedì al venerdì su Canale 5 dalle 16:15 alle 16:50.
Il day-time è stato trasmesso a partire da mercoledì 2 novembre 2011.

| Canale 5          | Settimana 0    | Settimana 1    | Settimana 2    | Settimana 3    | Settimana 4    | Settimana 5    | Settimana 6    | Settimana 7    | Settimana 8    | Settimana 9    | Settimana 10   | Settimana 11   | Settimana 12   | Settimana 13   | Settimana 14   | Settimana 15   | Settimana 16   | Settimana 17   | Settimana 18   |
| ----------------- | -------------- | -------------- | -------------- | -------------- | -------------- | -------------- | -------------- | -------------- | -------------- | -------------- | -------------- | -------------- | -------------- | -------------- | -------------- | -------------- | -------------- | -------------- | -------------- |
| Lunedì            | non in onda    | 1 839m 16,59%  | 1 567m 15,27%  | 1 815m 16,94%  | 1 678m 16,98%  | 1 952m 16,88%  | 2 050m 18,46%  | 1 853m 17,42%  | 1 976m 17,30%  | 2 089m 17.64%  | 2 198m 19,43%  | 2 184m 15,35%  | 2 342m 16,99%  | 2 337m 18,54%  | 2 269m 16,70%  | 2 040m 18.01%  | 2 047m 17,69%  | 1 856m 18,74%  | 2 154m 20,91%  |
| Martedì           | non in onda    | 1 603m 14,76%  | 1 634m 16,52%  | 1 720m 15,01%  | 1 608m 16,20%  | 1 761m 17,76%  | 1 581m 15,92%  | 1 559m 15,17%  | 2 092m 19,10%  | 2 040m 17,83%  | 2 099m 18,26%  | 2 287m 17,14%  | 2 596m 18,26%  | 2 171m 17,81%  | 2 451m 19.59%  | 1 900m 17,98%  | 2 007m 17,51%  | 1 877m 19,13%  | 2 060m 21,45%  |
| Mercoledì         | 1 618m 16,78%  | 1 808m 17,73%  | 1 535m 15,06%  | 1 658m 15,67%  | 1 560m 15,47%  | 1 593m 15,96%  | 1 452m 14,30%  | 1 592m 15,01%  | 1 766m 16,43%  | 1 728m 15,82%  | 2 238m 18,85%  | 2 609m 18,41%  | 2 230m 17,53%  | 2 146m 17,20%  | 2 216m 18,53%  | 1 803m 17,47%  | 2 047m 19,00%  | 1 983m 19,97%  | 1 795m 19.80%  |
| Giovedì           | 1 580m 16,03%  | 1 692m 17,50%  | 1 474m 14,69%  | 1 565m 15,37%  | 1 299m 13,63%  | non in onda    | 1 363m 13,39%  | 1 728m 17,11%  | 1 644m 16,38%  | 1 730m 15,41%  | 2 151m 19.08%  | 2 457m 18,38%  | 2 390m 19,25%  | 2 239m 18,99%  | 1 768m 16,10%  | 1 814m 18,30%  | 2 187m 19.92%  | 1 763m 19,29%  | 1 999m 20,99%  |
| Venerdì           | 1 624m 15,03%  | 1 687m 16,19%  | 1 597m 15,97%  | 1 393m 13,75%  | non in onda    | non in onda    | 1 558m 15,12%  | non in onda    | 2 082m 18,69%  | 1 913m 15,60%  | 2 197m 18,68%  | 2 293m 16,89%  | 2 717m 17,92%  | 2 097m 17,41%  | 2 101m 20,03%  | 1 893m 19,02%  | 2 115m 19,63%  | 1 841m 20,43%  | 1 957m 20,55%  |
| Domenica          | non va in onda | non va in onda | non va in onda | non va in onda | non va in onda | non va in onda | non va in onda | non va in onda | non va in onda | non va in onda | non va in onda | non va in onda | non va in onda | non va in onda | non va in onda | non va in onda | non va in onda | non va in onda | non va in onda |
| Media Settimanale | 1 607m 15,95%  | 1 726m 16,55%  | 1 561m 15,50%  | 1 630m 15,35%  | 1 536m 15,57%  | 1 769m 16,87%  | 1 601m 15,44%  | 1 683m 16,18%  | 1 912m 17,58%  | 1 900m 16,46%  | 2 173m 18,86%  | 2 366m 17,66%  | 2,455m 17,99%  | 2 198m 17,99   | 2 161m 18,19%  | 1 890m 18,15%  | 2 080m 18,75%  | 1 864m 19,51%  | 1 993m 20,74%  |
| Media Finale      | 1 900m 18,15%  | 1 900m 18,15%  | 1 900m 18,15%  | 1 900m 18,15%  | 1 900m 18,15%  | 1 900m 18,15%  | 1 900m 18,15%  | 1 900m 18,15%  | 1 900m 18,15%  | 1 900m 18,15%  | 1 900m 18,15%  | 1 900m 18,15%  | 1 900m 18,15%  | 1 900m 18,15%  | 1 900m 18,15%  | 1 900m 18,15%  | 1 900m 18,15%  | 1 900m 18,15%  | 1 900m 18,15%  |